# いわき市
いわき市（いわきし）は、福島県の浜通り南部に位置する市。中核市に指定されている。1966年成立。福島県浜通り地域の行政・経済・文化の中心地である。面積は福島県内で最大であり、人口においては郡山市に次ぐ県内2位、東北地方では仙台市、郡山市に次ぐ地域内第3位である。

## 概要
福島県の東南部に位置し、南は茨城県、西は阿武隈高原、東は太平洋に面する。面積は1,231.35平方キロメートルで、福島県全体の約8.9 %を占める（県内最大）。いわき都市圏の中心都市であり、小名浜港を擁する港湾都市・工業都市である。
古代は石城国造（北部）や道奥菊多国造（南部）の領土であり、平安時代の12世紀から関ヶ原の戦いまでは岩城氏の本拠地として栄えていた。
明治初期より本州最大かつ東京に最も近い炭鉱である常磐炭田の開発が始まり、隣接する日立鉱山とともに、明治期の日本の近代化に欠かせない地域となった。鉄道の常磐線は、この地域で産出される鉱物資源を首都圏へ運ぶ重要路線として早期に敷設され、日本の主幹産業として当時の人口増に寄与した。南側の茨城県日立市やひたちなか市などとともに常磐工業地域を構成している。
高度経済成長期には石油へのエネルギー革命が進み、石炭産業が急速に衰退していくと新産業都市の指定を受けるべく14市町村の大合併を行った。環境問題としては化学工場から排出されたカドミウムによる土壌汚染と地下水汚染の公害を鮫川中流域において経験した。この新産業都市は、工業整備特別地域ほどの成果を生むことはなかったが、首都圏から近い地の利と小名浜港を生かし、福島市や郡山市を上回る製造品出荷額（2022年度：約1兆388億円）を誇り、県内シェアの約2割を占める。当市の製造品出荷額は仙台市を上回り、県内のみならず東北地方最大の工業都市である。
東北地方では最も集客力のあるリゾート施設スパリゾートハワイアンズを筆頭に、アクアマリンふくしま、いわき湯本温泉など多彩な観光資源を持ち（2015年度の市内観光交流人口は東北2位の年間約810万人）、全国でも珍しい炭鉱の街から観光都市への転換にも成功している。特に炭鉱会社であった常磐炭礦（現・常磐興産）が会社存続をかけて1966年（昭和41年）に開業させたスパリゾートハワイアンズは、2006年（平成18年）に『フラガール』として映画化されるなどいわき市の顔であり、市役所としても「フラおじさん」など、ハワイ色を強く出した観光イメージ戦略を行っている。
2011年（平成23年）3月11日に発生した東日本大震災では、揺れと津波に襲われ死者467名、建物の全壊7,902棟といった大きな被害を受けた（2019年8月時点集計）。同震災に伴い起きた福島第一原子力発電所事故による影響や風評被害も受けた。しかしながら、サイクリングロードを兼ねた防潮堤建設など、復興や将来の災害への備えも進められている。詳細は「東日本大震災と福島第一原子力発電所事故」を参照のこと。
2013年（平成25年）には福島県初となるプロ野球オールスターゲームが開催、また、2016年（平成28年）には東北初となるWBSC U-15ワールドカップ（WBSC U-15野球ワールドカップ）が開催されるなど、温暖な気候を生かしたスポーツ推進にも力を入れている。

## 地理
いわき市は、福島県の東南に位置しており、面積は1,232.0km2で、東京都区部（東京23区）の約2倍の面積を有している。東西39キロメートル（km），南北51.5 kmに渡って市域が広がっているが、常磐自動車道から西側は阿武隈高地の山間部であり残る東側も丘陵地が多く、市街地と市街地が丘陵によって分断され連続性が無い。面積に対する可住地面積の割合は30％と、福島県内の市の中では最も低い。
南は茨城県と接し、太平洋に面した60kmにわたる海岸線を有する。物流・工業港としては小名浜港 があるほか、6カ所の漁港がある。東日本大震災と福島第一原発事故の影響を受けた海水浴場は、2023年夏時点で4カ所が再開されている。
平県、磐前県を経て最終的に1876年に福島県に組み込まれたものの、歴史的には陸前浜街道を介して（現在の）茨城県との繋がりが深かったため、方言や習慣は同じ福島県よりも茨城県により近い。明治維新以後も、常磐線や常磐自動車道などの交通網が茨城側から順に整備されたため、険しい阿武隈高地を超えた中通りよりも、茨城県との交流が近密であった。近年は、1995年に磐越自動車道が開通した事によって中通りや会津地方と結ばれたため、交流が活発になってきている。

### 広大な面積
磐城地方は基幹産業であった常磐炭田と水産業の斜陽化が進み、早急な方向転換を迫られていた。
そのため、全国総合開発計画に基づく新産業都市の指定を「常磐・郡山地域」として受けるべく、県が主導となり、郡山市と共に大規模な市町村合併を行った。これにより、平田村を挟んで両市は隣同士となり、70km離れた両市が「1地域」として指定される事となった。
この合併により平市、磐城市、勿来市、常磐市、内郷市の5市と旧石城郡の全域（3町4村）に双葉郡の2町村（久之浜町・大久村）を加えた計14自治体が1つとなり、1966年（昭和41年）当時としては日本一広い面積（1,231.13km²）のいわき市が誕生した。その後、2003年に静岡市に抜かれるまで37年間にわたり日本一面積が大きい市区町村であった。
また、いわき市は長野県諏訪郡ちの町（現茅野市）、山口県阿武郡むつみ村（現萩市）、滋賀県東浅井郡びわ村（びわ町を経て、現長浜市）、青森県むつ市についで5例目のひらがな名の自治体でもある。
「いわき」の漢字表記は「岩城」「磐城」「石城」であるが、歴史で変遷がある。国造と律令制下の郡名が「石城」で、本市を本拠地にした戦国大名の姓が「岩城」で、徳川藩政時代と明治令制国が「磐城」となっている。その流れから言えば、1966年（昭和41年）10月1日の市町村合併で新設された市の名前は「磐城市」となるところだが、合併する地域に含まれていた既存の「磐城市」（小名浜地区）への吸収合併というイメージを避けるために、妥協点としてひらがなの「いわき市」とした。なお、「いわき」を漢字で表記する場合、学校や施設、行政機関名は「磐城」を用いている例が多い。（例：磐城高校など）
新設後、ひらがな名の自治体では人口が最多だったが、2001年（平成13年）5月1日、埼玉県浦和市・大宮市・与野市の3市の合併によりさいたま市が発足し、ひらがな名の自治体では人口が最多の座をさいたま市に奪われたことで現在では2位になった。（ちなみに、ひらがな名の自治体で中核市以上は本市とさいたま市のみ）。
福島市から遠方であることに配慮して、1979年（昭和54年）4月、いわき市にいわき自動車検査登録事務所がおかれ、「いわきナンバー」が新設された。これは、全国初のひらがなナンバープレートであった。

### 地形
- 川：夏井川、鮫川、藤原川、好間川、釜戸川

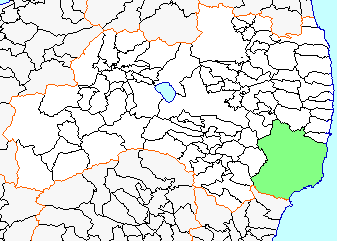
福島県内におけるいわき市の位置。

- 山：公共施設内に山頂が所在する場合はその施設名も記す。
  - 矢大臣山、鬼ヶ城山、神楽山(808m)、屹兎屋山(875m)、猫鳴山(820m)、二ッ箭山、石森山(224m)、水石山(735m、山頂は水石山公園内に所在。)、閼伽井嶽(605m)、塩見山(721m)、雨降山（てんきちょうやま）、芝山、鶴石山(767m、山頂はいわき鶴石牧場内に所在。)、二ッ石山[注釈 1]、三大明神山(706m)、湯ノ岳(593m)、明神山(752m)、朝日山、仏具山(670m)、大丸山(720m、県境付近。)、天狗山(631m)、馬揚山(767m)、一本山毛欅山(667m)
- 温泉：久之浜温泉、白岩温泉、地切温泉、いわき湯本温泉（常磐湯本温泉）、白鳥温泉、吉野谷鉱泉、下川温泉(泉町)、白米温泉、玉山温泉、高野温泉、舞子温泉
- 海岸・水泳場：太平洋に沿って北から順に記す。
  - 久之浜、中浜、波立海岸、波立、薄磯、合磯、永崎、小浜、菊多浦（勿来海水浴場）

### 気候
東北地方内では年間日照時間が最も長く、1日の平均気温が最も高い。沿岸部のため冬は内陸部よりも冷えにくく、夏は内陸部よりも暑くなりにくいためか年間の寒暖の差が小さい。また冬は日本海側から流れる雪雲が越後山脈、奥羽山脈、阿武隈高地に遮られるため、山間部を除いて雪はほとんど降らず、乾燥した快晴の日が多い。平均積雪量は東北地方の中では極端に少なく、数年に一度積もる程度、東京や名古屋などとほぼ同じ値 となっているため、東北地方にありながら市民は雪には慣れていない。
2010年に山田町にアメダス観測所（山田地域気象観測所）が設置され、海風の影響を受けやすい従来の「小名浜特別地域気象観測所」よりも内陸部の気象データが反映されるようになった。
これにより、夏季において真夏日を記録する日が連続して観測されるようになった。但し猛暑日は年に一度程度(一日も記録しない年も珍しくはない)で、熱帯夜はより少ない(熱帯夜最多日数は小名浜の34回(2024年)に対し、山田は2023年の6回である)。
| いわき市小名浜字船引場（小名浜特別地域気象観測所、標高3m）の気候 | いわき市小名浜字船引場（小名浜特別地域気象観測所、標高3m）の気候 | いわき市小名浜字船引場（小名浜特別地域気象観測所、標高3m）の気候 | いわき市小名浜字船引場（小名浜特別地域気象観測所、標高3m）の気候 | いわき市小名浜字船引場（小名浜特別地域気象観測所、標高3m）の気候 | いわき市小名浜字船引場（小名浜特別地域気象観測所、標高3m）の気候 | いわき市小名浜字船引場（小名浜特別地域気象観測所、標高3m）の気候 | いわき市小名浜字船引場（小名浜特別地域気象観測所、標高3m）の気候 | いわき市小名浜字船引場（小名浜特別地域気象観測所、標高3m）の気候 | いわき市小名浜字船引場（小名浜特別地域気象観測所、標高3m）の気候 | いわき市小名浜字船引場（小名浜特別地域気象観測所、標高3m）の気候 | いわき市小名浜字船引場（小名浜特別地域気象観測所、標高3m）の気候 | いわき市小名浜字船引場（小名浜特別地域気象観測所、標高3m）の気候 | いわき市小名浜字船引場（小名浜特別地域気象観測所、標高3m）の気候 |
| 月                                                               | 1月                                                              | 2月                                                              | 3月                                                              | 4月                                                              | 5月                                                              | 6月                                                              | 7月                                                              | 8月                                                              | 9月                                                              | 10月                                                             | 11月                                                             | 12月                                                             | 年                                                               |
| ---------------------------------------------------------------- | ---------------------------------------------------------------- | ---------------------------------------------------------------- | ---------------------------------------------------------------- | ---------------------------------------------------------------- | ---------------------------------------------------------------- | ---------------------------------------------------------------- | ---------------------------------------------------------------- | ---------------------------------------------------------------- | ---------------------------------------------------------------- | ---------------------------------------------------------------- | ---------------------------------------------------------------- | ---------------------------------------------------------------- | ---------------------------------------------------------------- |
| 最高気温記録 °C （°F）                                           | 20.8 (69.4)                                                      | 24.8 (76.6)                                                      | 23.5 (74.3)                                                      | 27.4 (81.3)                                                      | 29.7 (85.5)                                                      | 33.6 (92.5)                                                      | 37.2 (99)                                                        | 37.7 (99.9)                                                      | 34.4 (93.9)                                                      | 32.2 (90)                                                        | 25.0 (77)                                                        | 25.4 (77.7)                                                      | 37.7 (99.9)                                                      |
| 平均最高気温 °C （°F）                                           | 8.6 (47.5)                                                       | 8.9 (48)                                                         | 11.5 (52.7)                                                      | 15.8 (60.4)                                                      | 19.6 (67.3)                                                      | 22.6 (72.7)                                                      | 25.8 (78.4)                                                      | 27.9 (82.2)                                                      | 25.4 (77.7)                                                      | 20.9 (69.6)                                                      | 16.1 (61)                                                        | 11.1 (52)                                                        | 17.9 (64.2)                                                      |
| 日平均気温 °C （°F）                                             | 4.1 (39.4)                                                       | 4.3 (39.7)                                                       | 7.1 (44.8)                                                       | 11.6 (52.9)                                                      | 15.8 (60.4)                                                      | 19.1 (66.4)                                                      | 22.5 (72.5)                                                      | 24.5 (76.1)                                                      | 22.0 (71.6)                                                      | 16.9 (62.4)                                                      | 11.5 (52.7)                                                      | 6.6 (43.9)                                                       | 13.8 (56.8)                                                      |
| 平均最低気温 °C （°F）                                           | −0.1 (31.8)                                                      | 0.1 (32.2)                                                       | 2.8 (37)                                                         | 7.4 (45.3)                                                       | 12.3 (54.1)                                                      | 16.4 (61.5)                                                      | 20.1 (68.2)                                                      | 22.0 (71.6)                                                      | 19.0 (66.2)                                                      | 13.2 (55.8)                                                      | 7.1 (44.8)                                                       | 2.1 (35.8)                                                       | 10.2 (50.4)                                                      |
| 最低気温記録 °C （°F）                                           | −9.3 (15.3)                                                      | −10.7 (12.7)                                                     | −8.5 (16.7)                                                      | −3.8 (25.2)                                                      | −0.6 (30.9)                                                      | 4.8 (40.6)                                                       | 9.6 (49.3)                                                       | 11.6 (52.9)                                                      | 7.2 (45)                                                         | 0.8 (33.4)                                                       | −3.3 (26.1)                                                      | −7.1 (19.2)                                                      | −10.7 (12.7)                                                     |
| 降水量 mm （inch）                                               | 57.3 (2.256)                                                     | 54.0 (2.126)                                                     | 108.4 (4.268)                                                    | 125.2 (4.929)                                                    | 146.1 (5.752)                                                    | 149.5 (5.886)                                                    | 160.7 (6.327)                                                    | 122.6 (4.827)                                                    | 192.3 (7.571)                                                    | 193.1 (7.602)                                                    | 80.3 (3.161)                                                     | 51.3 (2.02)                                                      | 1,440.7 (56.72)                                                  |
| 平均降水日数 （≥0.5 mm）                                         | 5.1                                                              | 5.8                                                              | 9.9                                                              | 10.8                                                             | 11.9                                                             | 12.6                                                             | 13.4                                                             | 9.7                                                              | 12.2                                                             | 11.2                                                             | 7.6                                                              | 5.9                                                              | 116.2                                                            |
| % 湿度                                                           | 58                                                               | 59                                                               | 62                                                               | 68                                                               | 76                                                               | 83                                                               | 86                                                               | 84                                                               | 80                                                               | 75                                                               | 69                                                               | 62                                                               | 72                                                               |
| 平均月間日照時間                                                 | 193.4                                                            | 180.3                                                            | 191.4                                                            | 192.8                                                            | 193.0                                                            | 150.3                                                            | 151.1                                                            | 183.1                                                            | 144.5                                                            | 147.3                                                            | 162.4                                                            | 179.0                                                            | 2,068.6                                                          |
| 出典：気象庁 (平均値：1991年-2020年、極値：1910年-現在)          |                                                                  |                                                                  |                                                                  |                                                                  |                                                                  |                                                                  |                                                                  |                                                                  |                                                                  |                                                                  |                                                                  |                                                                  |                                                                  |

| 山田地域気象観測所（いわき市山田町大谷、標高25m）の気候 | 山田地域気象観測所（いわき市山田町大谷、標高25m）の気候 | 山田地域気象観測所（いわき市山田町大谷、標高25m）の気候 | 山田地域気象観測所（いわき市山田町大谷、標高25m）の気候 | 山田地域気象観測所（いわき市山田町大谷、標高25m）の気候 | 山田地域気象観測所（いわき市山田町大谷、標高25m）の気候 | 山田地域気象観測所（いわき市山田町大谷、標高25m）の気候 | 山田地域気象観測所（いわき市山田町大谷、標高25m）の気候 | 山田地域気象観測所（いわき市山田町大谷、標高25m）の気候 | 山田地域気象観測所（いわき市山田町大谷、標高25m）の気候 | 山田地域気象観測所（いわき市山田町大谷、標高25m）の気候 | 山田地域気象観測所（いわき市山田町大谷、標高25m）の気候 | 山田地域気象観測所（いわき市山田町大谷、標高25m）の気候 | 山田地域気象観測所（いわき市山田町大谷、標高25m）の気候 |
| 月                                                      | 1月                                                     | 2月                                                     | 3月                                                     | 4月                                                     | 5月                                                     | 6月                                                     | 7月                                                     | 8月                                                     | 9月                                                     | 10月                                                    | 11月                                                    | 12月                                                    | 年                                                      |
| ------------------------------------------------------- | ------------------------------------------------------- | ------------------------------------------------------- | ------------------------------------------------------- | ------------------------------------------------------- | ------------------------------------------------------- | ------------------------------------------------------- | ------------------------------------------------------- | ------------------------------------------------------- | ------------------------------------------------------- | ------------------------------------------------------- | ------------------------------------------------------- | ------------------------------------------------------- | ------------------------------------------------------- |
| 最高気温記録 °C （°F）                                  | 17.5 (63.5)                                             | 22.5 (72.5)                                             | 24.1 (75.4)                                             | 28.2 (82.8)                                             | 32.5 (90.5)                                             | 35.9 (96.6)                                             | 36.0 (96.8)                                             | 36.3 (97.3)                                             | 36.5 (97.7)                                             | 31.3 (88.3)                                             | 25.5 (77.9)                                             | 22.2 (72)                                               | 36.5 (97.7)                                             |
| 平均最高気温 °C （°F）                                  | 8.5 (47.3)                                              | 9.0 (48.2)                                              | 12.4 (54.3)                                             | 16.9 (62.4)                                             | 21.9 (71.4)                                             | 24.1 (75.4)                                             | 27.9 (82.2)                                             | 29.4 (84.9)                                             | 26.3 (79.3)                                             | 21.3 (70.3)                                             | 16.4 (61.5)                                             | 11.2 (52.2)                                             | 18.8 (65.8)                                             |
| 日平均気温 °C （°F）                                    | 2.9 (37.2)                                              | 3.6 (38.5)                                              | 6.8 (44.2)                                              | 11.1 (52)                                               | 16.5 (61.7)                                             | 19.6 (67.3)                                             | 23.5 (74.3)                                             | 24.8 (76.6)                                             | 21.4 (70.5)                                             | 16.2 (61.2)                                             | 10.6 (51.1)                                             | 5.4 (41.7)                                              | 13.6 (56.5)                                             |
| 平均最低気温 °C （°F）                                  | −2.2 (28)                                               | −1.4 (29.5)                                             | 1.3 (34.3)                                              | 5.5 (41.9)                                              | 11.3 (52.3)                                             | 15.9 (60.6)                                             | 20.1 (68.2)                                             | 21.4 (70.5)                                             | 17.7 (63.9)                                             | 12.0 (53.6)                                             | 5.6 (42.1)                                              | 0.4 (32.7)                                              | 9.0 (48.2)                                              |
| 最低気温記録 °C （°F）                                  | −7.2 (19)                                               | −7.6 (18.3)                                             | −4.7 (23.5)                                             | −3.6 (25.5)                                             | 2.8 (37)                                                | 5.8 (42.4)                                              | 15.8 (60.4)                                             | 13.1 (55.6)                                             | 9.9 (49.8)                                              | 3.8 (38.8)                                              | −1.9 (28.6)                                             | −6.9 (19.6)                                             | −7.6 (18.3)                                             |
| 降水量 mm （inch）                                      | 45.3 (1.783)                                            | 56.5 (2.224)                                            | 113.5 (4.469)                                           | 163.4 (6.433)                                           | 148.4 (5.843)                                           | 194.4 (7.654)                                           | 161.5 (6.358)                                           | 163.9 (6.453)                                           | 193.6 (7.622)                                           | 213.2 (8.394)                                           | 74.2 (2.921)                                            | 71.0 (2.795)                                            | 1,601 (63.031)                                          |
| 平均月間日照時間                                        | 202.9                                                   | 173.2                                                   | 196.4                                                   | 196.2                                                   | 210.6                                                   | 150.0                                                   | 139.9                                                   | 168.6                                                   | 126.5                                                   | 135.7                                                   | 159.8                                                   | 175.5                                                   | 2,047.8                                                 |
| 出典：気象庁 (平年値：2009 - 2020年）                   |                                                         |                                                         |                                                         |                                                         |                                                         |                                                         |                                                         |                                                         |                                                         |                                                         |                                                         |                                                         |                                                         |

| 平（いわき市好間町今新田字宮西、標高12m）の気候 | 平（いわき市好間町今新田字宮西、標高12m）の気候 | 平（いわき市好間町今新田字宮西、標高12m）の気候 | 平（いわき市好間町今新田字宮西、標高12m）の気候 | 平（いわき市好間町今新田字宮西、標高12m）の気候 | 平（いわき市好間町今新田字宮西、標高12m）の気候 | 平（いわき市好間町今新田字宮西、標高12m）の気候 | 平（いわき市好間町今新田字宮西、標高12m）の気候 | 平（いわき市好間町今新田字宮西、標高12m）の気候 | 平（いわき市好間町今新田字宮西、標高12m）の気候 | 平（いわき市好間町今新田字宮西、標高12m）の気候 | 平（いわき市好間町今新田字宮西、標高12m）の気候 | 平（いわき市好間町今新田字宮西、標高12m）の気候 | 平（いわき市好間町今新田字宮西、標高12m）の気候 |
| 月                                              | 1月                                             | 2月                                             | 3月                                             | 4月                                             | 5月                                             | 6月                                             | 7月                                             | 8月                                             | 9月                                             | 10月                                            | 11月                                            | 12月                                            | 年                                              |
| ----------------------------------------------- | ----------------------------------------------- | ----------------------------------------------- | ----------------------------------------------- | ----------------------------------------------- | ----------------------------------------------- | ----------------------------------------------- | ----------------------------------------------- | ----------------------------------------------- | ----------------------------------------------- | ----------------------------------------------- | ----------------------------------------------- | ----------------------------------------------- | ----------------------------------------------- |
| 降水量 mm （inch）                              | 52.8 (2.079)                                    | 48.2 (1.898)                                    | 102.2 (4.024)                                   | 129.7 (5.106)                                   | 147.3 (5.799)                                   | 156.9 (6.177)                                   | 173.6 (6.835)                                   | 140.5 (5.531)                                   | 186.2 (7.331)                                   | 184.2 (7.252)                                   | 82.1 (3.232)                                    | 52.9 (2.083)                                    | 1,444.5 (56.87)                                 |
| 平均降水日数 （≥1.0 mm）                        | 4.5                                             | 5.0                                             | 8.8                                             | 9.7                                             | 10.2                                            | 11.9                                            | 12.0                                            | 9.6                                             | 11.1                                            | 10.3                                            | 7.3                                             | 5.4                                             | 105.3                                           |
| 出典：気象庁                                    |                                                 |                                                 |                                                 |                                                 |                                                 |                                                 |                                                 |                                                 |                                                 |                                                 |                                                 |                                                 |                                                 |

## 沿革
合併前の歴史については各市町村記事を参照。
- 1963年（昭和38年）7月12日 - 当地を含む「常磐・郡山地区」が新産業都市に閣議決定[13]。 7月14日に新産業指定都市祝賀パレードを開催[13]。
- 1964年（昭和39年）3月3日 - 当地を含む「常磐・郡山地区」が新産業都市に指定[13]。
- 1966年（昭和41年）10月1日 - 新産業都市建設促進法第23条に則って、磐城市、内郷市、常磐市、平市、勿来市、石城郡小川町、遠野町、四倉町、川前村、田人村、三和村、好間村、双葉郡久之浜町、大久村の5市4町5村が新設合併し、いわき市が成立[13]。当時としては面積が日本一広い市となった。なおこれによって、石城郡が消滅。
- 1967年（昭和42年）10月1日 - 市章および「いわき市歌」を制定。
- 1968年（昭和43年）10月6日 - 鈴木直が市内大久地区でフタバスズキリュウの化石を発見。
- 1971年（昭和46年）10月1日 - 市の木クロマツ制定。
- 1973年（昭和48年）3月20日 - 現在の市役所本庁舎開庁。市の花ツツジ制定。
- 1975年（昭和50年）
  - 4月28日 - いわき市フラワーセンターオープン。
  - 5月2日 - いわき市文化センターオープン。
- 1976年（昭和51年）
  - 9月1日 - 常磐炭鉱完全閉山。
  - 10月1日 - 市民憲章制定。
  - 10月19日 - 四倉浄水場貯水池周囲の山体が崩壊、7万トンの水が流出した。住民らは事前に変状を察知して避難して無事。住家1戸、田畑が埋没する被害[17]。
- 1979年（昭和54年）4月23日 - 「いわきナンバー」の交付開始。自動車のナンバープレートとしては初のひらがなナンバーとなる。
- 1982年（昭和57年）4月15日 - 撫順市（中華人民共和国）と友好都市締結。
- 1984年（昭和59年）
  - 4月28日 - いわき市立美術館オープン。
  - 10月18日 - いわき市石炭・化石館オープン。
- 1985年（昭和60年）8月1日 - いわきマリンタワーオープン。
- 1986年（昭和61年）8月10日 - 秋田県由利郡岩城町（現・由利本荘市）と親子都市締結。
- 1988年（昭和63年）3月24日 - 常磐自動車道が日立北IC-いわき中央IC開通により最初の全線開通。
- 1991年（平成3年）8月21日 - タウンズビル市（オーストラリア）と国際姉妹都市締結。
- 1994年（平成6年）12月3日 - 平駅がいわき駅に名称変更。
- 1996年（平成8年）10月1日 - 市の鳥かもめ制定。
- 1997年（平成9年）
  - 5月30日 - 宮崎県延岡市と兄弟都市締結。
  - 7月25日 - いわき・ら・ら・ミュウオープン。
  - 10月1日 - 磐越自動車道が西会津IC-津川IC開通により全線開通。
- 1999年（平成11年）4月1日 - 中核市に指定される。
- 2000年（平成12年）7月15日 - アクアマリンふくしまオープン。
- 2001年（平成13年）
  - 5月21日 - 浜通り唯一の百貨店、大黒屋が創業100周年の年に閉店。
  - 10月1日 - 市の魚めひかり制定。
- 2003年（平成15年）4月1日 - 静岡市と清水市の合併により、いわき市が日本一広い市でなくなる（2019年現在は12番目に広い市）。
- 2006年（平成18年）5月19日 - フタバスズキリュウが発見から38年経って新属新種の首長竜と判明。学名をフタバサウルス・スズキイとする。
- 2007年（平成19年）10月25日 - いわき駅を橋上駅舎化。
- 2008年（平成20年）
  - 1月6日 - 第1回 いわきフラオンパク開催。
  - 4月8日 - いわき芸術文化交流館アリオスオープン。
- 2010年（平成22年）
  - 2月14日 - 第1回 いわきサンシャインマラソン開催。福島県内初の日本陸上競技連盟公認コースで開かれるフルマラソン大会となった。
  - 8月3日 - 小名浜港が重点港湾に指定される。
- 2011年（平成23年）
  - 3月11日 - 東北地方太平洋沖地震（東日本大震災）が発生。いわき市で震度6弱を観測[18]。しかしその震度は、震度計に記録された値であり、気象庁の推計震度分布図によれば、いわき市内の一部地域では震度6強もしくは震度7の激しい揺れを観測したとみられている[19]。小名浜港周辺や薄磯地区、岩間町など市内の沿岸各所で津波による被害を受ける。
  - 4月11日 - 福島県浜通り地震が発生。いわき市で震度6弱を観測[20]。しかしこの地震でも、1ヶ月前の東北地方太平洋沖地震の本震と同様、市内の一部で、震度6強や震度7を観測した地域があったとみられる[21]。翌12日の地震でも震度6弱を観測[22]。以降、震度5弱以上の余震が頻発する。
  - 9月4日 - 第1回フラガールズ甲子園開催。東日本大震災の影響で第1回大会のみ東京・秋葉原で開催された。第2回以降はいわきアリオスで開催。
- 2013年（平成25年）
  - 7月22日 - 東日本大震災の復興支援試合として、マツダオールスターゲーム2013の第3戦をいわきグリーンスタジアムにて開催。福島県初の球宴開催となった。
  - 9月1日 - いわき市発足以来初めて福島県内人口1位の都市でなくなる（この日時点の推計人口がいわき市:327,993人、郡山市:328,112人となり県内最大都市の座を郡山市に明け渡す）。
- 2015年（平成27年）
  - 3月14日 - 上野東京ライン開業により、常磐線の特急列車が品川駅乗り入れを果たし、東京駅までダイレクトアクセスできるようになる。
  - 5月22日 - 第7回太平洋・島サミット（いわき太平洋・島サミット2015）開幕。福島県初の各国首脳級の国際会議となった。
- 2016年（平成28年）
  - 1月1日 - この日時点の推計人口がいわき市:349,190人、郡山市:335,933人となり再び県内最大都市となる。
  - 7月29日 - 第3回WBSC U-15ワールドカップ2016が開幕。日本・福島県初の大会開催となった。
  - 10月27日 - 中核市サミットを本市で初開催。
- 2018年（平成30年）
  - 5月19日 - 第8回太平洋・島サミット開幕。2年ぶりの開催。
  - 6月15日 - 小名浜港背後地都市センターゾーン（イオンモールいわき小名浜）の街開き。
- 2019年（令和元年）
  - 10月12日 - 令和元年東日本台風の大雨により、夏井川が氾濫、平窪地区などを中心に大水害にみまわれた[23]。
- 2021年（令和3年）
  - 4月16日 - 新型コロナウイルス感染症感染拡大により、独自の「病床ひっ迫宣言」を発令[24]。
  - 8月8日 - 新型コロナウイルス感染症拡大により、いわき市にまん延防止等重点措置が発令される[25]。
- 2022年（令和4年）
  - 8月19日、県はいわき市の新型コロナウイルス感染症患者が過去最多の931人に達したと発表した[26]。
- 2023年（令和5年）
  - 9月8日、台風13号による福島県内初の線状降水帯により、宮川、新川、藤原川が氾濫、内郷地区、勿来地区、赤井地区で国宝の白水阿弥陀堂を始め、床上浸水、床下浸水など合わせて約1,700軒の被害が発生した[27][28]。
  - 11月1日、約10年ぶりに郡山市の推計人口（321,614人）がいわき市（321,182人）の人口を上回り、福島県内の人口は再び2位となる。
- 2024年（令和6年）10月4日 - 永山弘恵がいわき市で初めての女性市議会議長となる[29]。

## 行政・司法
- 市長：内田広之（2021年9月28日就任、1期目）

いわき市は市長の補助機関として副市長が置かれ、市長が議会の同意を得て選任する。任期は市長と同じ4年。2023年（令和5年）現在で2人が選任されている（うち1名は福島県からの出向）。この他、事務の目的や性質になどに併せて部を設け、部には所・課を設けており、さらに係・担当などに分かれている。職員数は3,758人（2022年（令和4年）4月1日現在）。

### 歴代市長
| 代 | 氏名       | 就任                       | 退任                       | 期 | 備考                     |
| -- | ---------- | -------------------------- | -------------------------- | -- | ------------------------ |
|    | 赤津庄兵衛 | 1966年（昭和41年）10月1日  | 1966年（昭和41年）10月19日 |    | 職務執行者（前勿来市長） |
| 1  | 大和田弥一 | 1966年（昭和41年）10月20日 | 1974年（昭和49年）10月19日 | 2  | 前平市長                 |
| 2  | 田畑金光   | 1974年（昭和49年）10月20日 | 1986年（昭和61年）10月19日 | 3  |                          |
| 3  | 中田武雄   | 1986年（昭和61年）10月20日 | 1990年（平成2年）10月19日  | 1  |                          |
| 4  | 岩城光英   | 1990年（平成2年）10月20日  | 1997年（平成9年）          | 2  |                          |
| 5  | 四家啓助   | 1997年（平成9年）9月28日   | 2005年（平成17年）9月27日  | 2  |                          |
| 6  | 櫛田一男   | 2005年（平成17年）9月28日  | 2009年（平成21年）9月27日  | 1  |                          |
| 7  | 渡辺敬夫   | 2009年（平成21年）9月28日  | 2013年（平成25年）9月27日  | 1  |                          |
| 8  | 清水敏男   | 2013年（平成25年）9月28日  | 2021年（令和3年）9月27日   | 2  |                          |
| 9  | 内田広之   | 2021年（令和3年）9月28日   |                            | 1  |                          |

### 市役所
- いわき市役所
  - 小名浜支所
  - 勿来支所
  - 常磐支所
  - 四倉支所
  - 遠野支所
  - 小川支所
  - 三和支所
  - 田人支所
  - 川前支所
  - 久之浜・大久支所
  - 好間支所
  - 内郷支所

このほか、市民サービスセンターが、いわき駅前・中央台・豊間・泉・江名に置かれている。

#### 行政機構
- 総合政策部
- 危機管理部
- 総務部
- 財政部
- 市民協働部
- 生活環境部
- 保健福祉部
- こどもみらい部
- 農林水産部
- 産業振興部
- 観光文化スポーツ部
- 土木部
- 都市建設部
- 会計室
- 議会事務局
- 教育委員会事務局
- 選挙管理委員会事務局
- 監査委員事務局
- 公平委員会事務局
- 農業委員会事務局
- 消防本部
- 水道局
- いわき市医療センター

### 県政機関
- 福島県いわき地方振興局
- 福島県いわき農林事務所
- 福島県水産事務所
- 福島県いわき建設事務所
  - 福島県勿来土木事務所
  - 福島県鮫川ダム水系管理事務所
- 福島県いわき教育事務所
- 福島県浜児童相談所
- 福島県水産海洋研究センター
- 福島県小名浜港湾建設事務所
- 福島県企業局いわき事業所

### 議会

#### 市議会
いわき市議会には、年4回定期的に開く定例会（通常2月、6月、9月、12月）と必要に応じて開く臨時会があり、その招集は市長が行う。2023年（令和5年度）現在の定数は37名。
委員会
- 常任委員会
  - 政策総務常任委員会
  - 市民生活常任委員会
  - 教育福祉常任委員会
  - 産業建設常任委員会
- 特別委員会

会派構成
2023年（令和5年）9月20日現在の会派構成は、以下のとおり。
| 会派名                 | 議席数 | 公認・推薦党派                          |
| ---------------------- | ------ | --------------------------------------- |
| 一誠会                 | 10     | 自民党                                  |
| 志帥会                 | 8      | 自民党                                  |
| 創世会                 | 7      | 立憲民主党2名・社会民主党2名・無所属3名 |
| 公明党                 | 4      | 公明党                                  |
| つつじの会             | 2      | 無所属                                  |
| 日本共産党いわき市議団 | 2      | 日本共産党                              |
| 自由民主党改革の会     | 1      | 自由民主党                              |
| 正論の会               | 1      | 自由民主党                              |

#### 県議会
福島県議会議員（いわき市選出）
- 定数：10名
- 任期：2023年11月20日 - 2027年11月19日

#### 衆議院
衆議院議員
福島県第5区（いわき市、双葉郡）：吉野正芳 - （自由民主党、当選8回）
- 任期：2021年（令和3年）10月31日 - 2025年（令和7年）10月30日（「第49回衆議院議員総選挙」参照）
- 第50回衆議院議員総選挙より、福島県第4区（いわき市、相馬市、南相馬市、双葉郡、相馬郡）となる。

### 警察・消防
警察
- いわき中央警察署
  - 常磐分庁舎
- いわき南警察署
- いわき東警察署

消防
- いわき市消防本部 4課（総務課・警防課・予防課・指令課）5署1分署7分遣所
  - 平消防署（四倉分署・中央台分遣所・小川分遣所・川前分遣所）
  - 小名浜消防署（江名分遣所）
  - 勿来消防署（田人分遣所）
  - 常磐消防署（遠野分遣所）
  - 内郷消防署（三和分遣所）
- いわき市消防団 （7支団・47分団・326班）[注釈 2]
  - 第一支団（平地区担当）
  - 第二支団（小名浜地区担当）
  - 第三支団（勿来・田人地区担当）
  - 第四支団（常磐・遠野地区担当）
  - 第五支団（内郷・好間地区担当）
  - 第六支団（小川・三和・川前地区担当）
  - 第七支団（四倉・久之浜・大久地区担当）

### 国の出先機関
（2020年現在）
財務省
- 横浜税関小名浜税関支署
- 国税庁仙台国税局いわき税務署

法務省
- 福島地方法務局いわき支局
- 福島刑務所いわき拘置支所
- 福島保護観察所いわき駐在官事務所
- 福島地方検察庁いわき支部
  - いわき区検察庁

厚生労働省
- 福島労働局いわき労働基準監督署
- 福島労働局ハローワークいわき
- 福島労働局ハローワーク小名浜
- 福島労働局ハローワーク勿来

農林水産省
- 東北農政局福島県拠点いわき駐在所
- 東北農政局震災復興室
- 林野庁関東森林管理局磐城森林管理署

国土交通省
- 東北地方整備局磐城国道事務所
  - 平維持出張所
- 東北運輸局福島運輸支局いわき自動車検査登録事務所
- 海上保安庁第二管区海上保安本部福島海上保安部

防衛省・自衛隊
- 自衛隊福島地方協力本部いわき地域事務所

 裁判所 
- 福島地方裁判所いわき支部
- 福島家庭裁判所いわき支部
- いわき簡易裁判所

## 議会

### 福島県議会
- 選挙区：いわき市選挙区[31]
- 定数：10名
- 任期：2023年（令和5年）11月20日 - 2027年（令和9年）11月19日

※得票数順
| 議員名     | 会派名                     | 当選回数 | 備考                 |
| ---------- | -------------------------- | -------- | -------------------- |
| 矢吹貢一   | 自由民主党福島県議会議員会 | 4        |                      |
| 山口洋太   | ONE for ALL ふくしま       | 1        |                      |
| 安田成一   | 県民連合議員会             | 1        | 東北電力労働組合候補 |
| 真山祐一   | 公明党福島県議会議員団     | 2        |                      |
| 鳥居作弥   | 日本維新・無所属の会       | 2        |                      |
| 鈴木智     | 自由民主党福島県議会議員会 | 4        |                      |
| 安部泰男   | 公明党福島県議会議員団     | 4        |                      |
| 古市三久   | 県民連合議員会             | 5        | 党籍は立憲民主党     |
| 宮川えみ子 | 日本共産党福島県議会議員団 | 5        |                      |

### 衆議院
- 任期 ： 2021年（令和3年）10月31日 － 2025年（令和7年）10月30日（「第49回衆議院議員総選挙」参照）

| 選挙区                          | 議員名   | 党派名     | 当選回数 | 備考   |
| ------------------------------- | -------- | ---------- | -------- | ------ |
| 福島県第5区（いわき市、双葉郡） | 吉野正芳 | 自由民主党 | 8        | 選挙区 |

## 姉妹都市・提携都市
国内
- 秋田県由利本荘市 - 1986年（昭和61年）8月10日岩城町と親子都市締結、合併に伴い引き継ぐ
- 宮崎県延岡市 - 1997年（平成9年）5月30日兄弟都市締結

海外
- 撫順市（中華人民共和国遼寧省） - 1982年（昭和57年）4月15日友好都市提携
- タウンズビル市（オーストラリア連邦クイーンズランド州） - 1991年（平成3年）8月21日国際姉妹都市締結
- カウアイ郡（アメリカ合衆国ハワイ州） - 2011年（平成23年）姉妹都市締結

## 地域圏

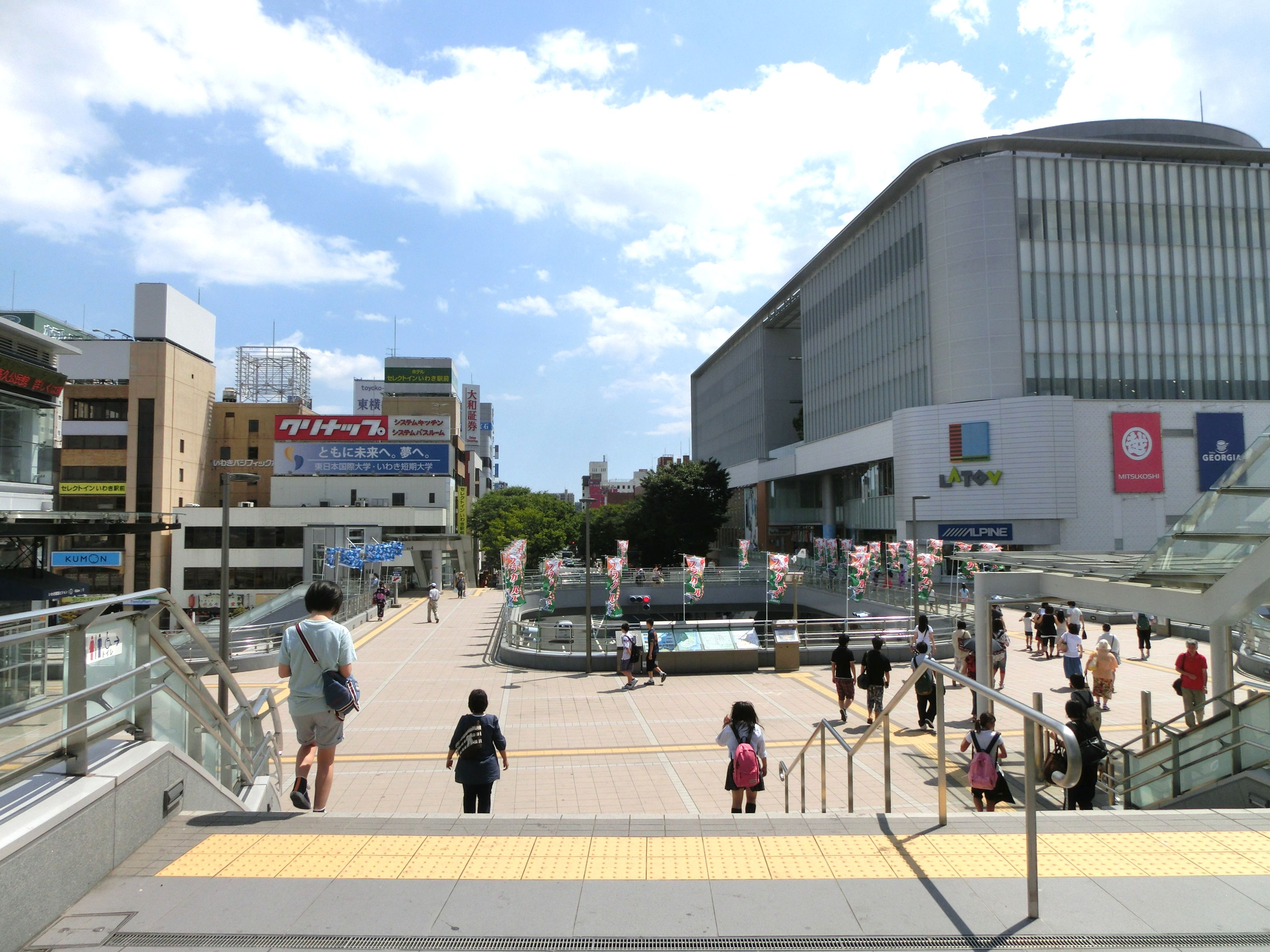
いわき駅前

いわき市の人口は福島県内2位で、面積（1,231.34m2）は県内最大である。市街地・人口集中地区は平、四倉、小名浜、勿来、常磐などの地区に分散しており、単体の市で多極分散型となっているが、国道6号や「小名浜平線・鹿島街道」と呼称される県道26号線に沿う形で形成された市街地と商工業地区への集約、山間部の過疎が目立つ。国道6号は平成初期に泉の住吉から神谷（かべや）間のバイパス化がなされたため、かつての国道6号線は「旧六」と呼称されるが、両者とも沿線では都市開発が進んだ。
地理的・歴史的背景から、湯本傾城（ゆもとけいせい）を境にして大きく北半分（概ね旧磐前郡。内郷～末続）と南半分（概ね旧菊多郡。勿来～湯本）に二分される。比較的大きな市街地は、行政・商業・陸上交通の中心で、城下町から発展し、いわき市中心部の平（いわき駅・磐城平城周辺）と、工業・海上交通の中心で、港町から発展した小名浜（小名浜港周辺）、このほか常磐線駅周辺に市街地が形成されているが、いわきニュータウンを初めとする大規模開発住宅地もある。
主に東京圏への青年層の流出（大学就学、就職）と、生活環境に富むことを背景とするUターン、Iターンが拮抗しながらも、1998年をピークに緩やかな人口減少傾向にある。

### いわき都市圏
いわき市を中心市とする都市雇用圏（10%通勤圏）は、いわき市および隣接する双葉郡広野町の1市1町で構成される。人口はいわき都市圏1市1町の合計の人口（国勢調査の人口計）
| 自治体 (1980-2000) | 1980年     | 1990年     | 1995年     | 2000年     | 自治体 （現在） |
| ------------------ | ---------- | ---------- | ---------- | ---------- | --------------- |
| 広野町             | 34万7408人 | 36万1286人 | 36万6207人 | 36万5864人 | 広野町          |
| いわき市           | 34万7408人 | 36万1286人 | 36万6207人 | 36万5864人 | いわき市        |

### 茨城県北部との結びつきについて
いわき市は、陸前浜街道の影響により、1876年の福島県編入以前から現・茨城県との結びつきが強い。令制国も現在の県境（いわき市・北茨城市境）を境に2つにまたがっている。
直近の推計人口では、いわき市が福島県の18.2％（2023年5月1日）を占め、また北茨城市・高萩市・日立市・常陸太田市の合計人口は茨城県の9.8％（2023年5月1日）を占めており、両県とも各々における人口集積地区の一つとも言える。
この地域は、戦後もっぱら常磐炭田により発展しており、磐越東線や磐越自動車道により同県の郡山市など中通り地域との交流より、隣県同士で交流が著しかった。現在においても、いわき市小名浜以南ではスピルオーバーにより関東広域圏の民放テレビ5局及びNHK水戸放送局の県域テレビ放送が直接受信できること、また関東地方の一部の天気予報では、測候所が設置されている小名浜の天気予報が掲載されることもある。
いわき市からは、福島県の県庁所在地である福島市よりも、茨城県の県庁所在地である水戸市の方が近い。また、福島市や同県の中心都市の一つである郡山市方面より、水戸・東京方面への方が交通至便であることからも、福島・郡山方面への関心が薄い傾向にある（浜通り・中通り間の交流が弱い）。福島市へのアクセスは高速バスに頼る一方、水戸市へのアクセスは常磐線により高頻度で連絡することからも、その傾向は近年著しく、両地域を相互に通勤する居住者者も多い。

## 町名
地区区分・掲載順は『いわき市内地域別データファイル2010』 に従う。

### 平地区

平地区中心部周辺の空中写真。2019年4月28日撮影の12枚を合成作成。。

- 平
- 平上平窪
- 平中平窪
- 平下平窪
- 平中塩
- 平四ツ波
- 平幕ノ内
- 平鯨岡
- 平大室
- 平北白土
- 平南白土
- 平谷川瀬
- 平上荒川
- 平下荒川
- 平中山
- 平小泉
- 平吉野谷
- 平上高久
- 平中神谷
- 平塩
- 平鎌田
- 平上神谷
- 平上片寄
- 平下片寄
- 平豊間
- 平薄磯
- 平沼ノ内
- 平下高久
- 平神谷作
- 平上山口
- 平下山口
- 平山崎
- 平菅波
- 平荒田目
- 平上大越
- 平下大越
- 平藤間
- 平泉崎
- 平下神谷
- 平原高野
- 平馬目
- 平絹谷
- 平北神谷
- 平水品
- 平赤井
- 自由ケ丘
- 郷ケ丘
- 明治団地
- 平鶴ケ井
- 中央台
- 石森
- 平成

### 小名浜地区

小名浜港と小名浜地区周辺の空中写真。2019年4月28日撮影の36枚を合成作成。。

- 江名
- 折戸
- 中之作
- 永崎
- 小名浜上神白
- 小名浜下神白
- 小名浜岡小名
- 小名浜南富岡
- 小名浜大原
- 小名浜相子島
- 小名浜住吉
- 小名浜島
- 小名浜野田
- 小名浜岩出
- 小名浜林城
- 小名浜金成
- 小名浜玉川町
- 鹿島町御代
- 鹿島町船戸
- 鹿島町久保
- 鹿島町下蔵持
- 鹿島町上蔵持
- 鹿島町走熊
- 鹿島町下矢田
- 鹿島町米田
- 鹿島町飯田
- 鹿島町鹿島
- 泉町本谷
- 泉町滝尻
- 泉町下川
- 泉町黒須野
- 泉町
- 泉町玉露
- 泉もえぎ台
- 葉山
- 泉玉露
- 泉ヶ丘
- 渡辺町洞
- 渡辺町泉田
- 渡辺町昼野
- 渡辺町田部
- 渡辺町松小屋
- 渡辺町中釜戸
- 渡辺町上釜戸
- 洋向台
- 湘南台
- 中部工業団地

### 勿来地区
- 植田町
- 後田町
- 仁井田町
- 高倉町
- 江畑町
- 添野町
- 石塚町
- 東田町
- 佐糠町
- 岩間町
- 小浜町
- 錦町
- 勿来町
- 川部町
- 沼部町
- 三沢町
- 山玉町
- 瀬戸町
- 富津町
- 山田町
- 金山町
- 中岡町
- 南台

### 常磐地区
- 常磐湯本町
- 常磐関船町
- 常磐水野谷町
- 常磐藤原町
- 常磐白鳥町
- 常磐西郷町
- 常磐長孫町
- 常磐岩ケ岡町
- 常磐馬玉町
- 常磐下船尾町
- 常磐下湯長谷町
- 常磐上湯長谷町
- 常磐三沢町
- 常磐松久須根町
- 常磐上矢田町
- 若葉台
- 桜ケ丘
- 常磐松が台
- 草木台

### 内郷地区
- 内郷白水町
- 内郷宮町
- 内郷内町
- 内郷綴町
- 内郷高坂町
- 内郷御厩町
- 内郷御台境町
- 内郷小島町
- 内郷高野町
- 小島町

### 四倉地区
- 四倉町
- 四倉町上仁井田
- 四倉町塩木
- 四倉町下仁井田
- 四倉町細谷
- 四倉町大森
- 四倉町狐塚
- 四倉町名木
- 四倉町長友
- 四倉町戸田
- 四倉町白岩
- 四倉町中島
- 四倉町玉山
- 四倉町山田小湊
- 四倉町薬王寺
- 四倉町下柳生
- 四倉町上柳生
- 四倉町駒込
- 四倉町八茎
- 四倉町上岡

### 遠野地区
- 遠野町深山田
- 遠野町上遠野
- 遠野町滝
- 遠野町根岸
- 遠野町上根本
- 遠野町入遠野
- 遠野町大平

### 小川地区
- 小川町下小川
- 小川町関場
- 小川町上平
- 小川町柴原
- 小川町福岡
- 小川町上小川
- 小川町塩田
- 小川町高萩
- 小川町三島
- 小川町西小川

### 好間地区
- 好間町榊小屋
- 好間町大利
- 好間町北好間
- 好間町上好間
- 好間町中好間
- 好間町下好間
- 好間町小谷作
- 好間町愛谷
- 好間町今新田
- 好間町川中子
- 好間工業団地

### 三和地区
- 三和町上三坂
- 三和町中三坂
- 三和町下三坂
- 三和町差塩
- 三和町上永井
- 三和町下永井
- 三和町合戸
- 三和町渡戸
- 三和町中寺
- 三和町下市萱
- 三和町上市萱

### 田人地区
- 田人町南大平
- 田人町旅人
- 田人町黒田
- 田人町荷路夫
- 田人町貝泊
- 田人町石住

### 川前地区
- 川前町川前
- 川前町下桶売
- 川前町上桶売
- 川前町小白井

### 久之浜・大久地区
- 久之浜町末続
- 久之浜町金ケ沢
- 久之浜町久之浜
- 久之浜町田之網
- 久之浜町
- 大久町大久
- 大久町小久
- 大久町小山田

## 東日本大震災と福島第一原子力発電所事故
2011年3月11日の東日本大震災ではいわき市も被災し、震度6弱を観測した。宮城沖から茨城沖の震源域の中間にあたるいわき市は、震度4以上の揺れが3分10秒にわたって続き、これは当震災を観測した震度計の中で最大の長さであった。気象庁の推計震度分布図によると、市北東部で局地的に震度7相当の揺れがあったとみられている。
翌月4月11日には、いわき市内南西部の井戸沢断層付近を震源とする内陸直下型地震である福島県浜通り地震が発生し、震度6弱を観測した。この地震により井戸沢断層と塩ノ平断層、またいわき市内中西部の湯ノ岳断層が同時多発的に数十キロに渡ってそれぞれずれ動いた。湯ノ岳断層の過去の活動が14万年前の大昔であり、塩ノ平断層に至っては未知の断層で、当震災のひずみにより誘発されたものであると考えられる。これにより、いわき市内の至る所で断層（最大落差2m）や地割れ・亀裂が出現し、土砂崩れも相次いだ。翌日には、湯ノ岳断層付近を震源とした震度6弱の余震も発生した。
この一連の地震活動と津波により、いわき市内の全半壊戸数は宮城県仙台市に次ぐ約4万戸に上り（一部損壊も含めると9万戸）、死者は津波や土砂崩れによるものを中心に400名以上に及んだ。
上記に含め、大熊町で発生した福島第一原子力発電所事故によって市北部が屋内退避区域に指定されるなどの影響もあり、1年半後にいわき市が無作為に抽出したアンケートによると、回答者のほぼ半数が当震災と原発事故により一時的に市外へ避難したと答えた。このため、いわき市ではおよそ15万人が避難したと推測している。3か月ほどでほとんどの市民が戻ったが、半年間で約7,000人の人口が転出した。
福島第一原子力発電所の事故では、歴史的・経済的に繋がりの強かった双葉郡の住民を中心に約24,000人（2013年4月現在） が避難しており、いわき市を転出した住民の減少分を上回っているため、結果的に人口が増加している。だが、そのほとんどがいわき市に住民票を移さず双葉郡内町村に置いたままで住民税の減免を受ながら、原発被災者特例法により避難先のいわき市の行政サービスを受けているので、住民基本台帳の人口ではなく避難者も含めた現住人口に対し、市役所等の業務量は増加しているが税収はあまり増加していない。
いわき市に臨時の役場機能（一部を含む）を置いているのは、楢葉町 と富岡町 と大熊町（原発1 - 4号機所在地） である。また2013年現在、埼玉県にある双葉町役場（原発5 - 6号機所在地）も再移転先を当市に決定し、2013年6月に移転予定である。（予定通り移転し2021年現在も役場機能を置いている。）この4町は住民避難先最多がいわき市であり、浪江町も2,000人以上の避難者がいるので出張所を置いている。広野町も臨時役場を置いていたが、緊急時避難準備区域の解除に伴い2012年3月に帰還した。2013年5月時点で、住民の9割がいわき市に居住している。
いわき市は、被災者用として解体予定だった雇用促進住宅630戸を急遽開放したり、市営・県営住宅を活用したりするなどして、市民に対する仮設住宅の建設は200戸程度であった。一方で、双葉郡の避難者向けの仮設住宅が市内各地に3,300戸以上建設された。
賃貸物件も、被災したいわき市民と双葉郡民によって、多くが借り上げられているほか、東京電力3施設（福島第一原子力発電所、福島第二原子力発電所と広野火力発電所）に関わる社員や、除染作業の本格化による除染作業員や復旧作業員の居住地にもなっているために需要が逼迫しており、2013年4月現在でもいわき市内への転勤者・進学者が入居物件を見つけられない事例もある。賃貸物件の入居待ち予約者が100人以上という賃貸仲介会社もあり、深刻な状況であった。
広野町、楢葉町と居住可能範囲が広がり、東京電力関連社員や除染作業員、復旧作業員の居住地も北部へ移ってきているが、現在地の避難先から故郷に近く気候の似たいわき市へ移りたいという希望は続いている。
住宅地の地価も上昇している。2013年1月1日時点での地価公示地価は泉もえぎ台が10.7％、中央台が10.6％上昇し、住宅地上昇率で全国6位と8位に入るなどいわき市内の住宅地の平均変動率が16年ぶりに前年比プラスになった。これも、いわき市内の通常の需要と被災者の需要に加え、双葉郡内の被災者が帰郷を断念し市内の宅地を購入しているためと考えられる。
この動きは続いており、2014年1月1日時点での地価公示価格は、中央台が11.6%、草木台が11.3%、泉もえぎ台が11.2%上昇し、住宅地上昇率で全国2位と5位と7位であった。さらに2015年1月1日時点での地価公示価格に至っては、泉もえぎ台が17.1%、草木台が14.1%、中央台と泉が丘で13.3%上昇など、住宅地上昇率全国上位10地点すべてをいわき市が占めた。このように、いわき市内の住宅地価が震災前に比べて平均で15%、人気地点で30 - 40%上がる土地バブルに加え、資材の高騰、建築業者不足もあり、住宅購入が大幅に割高になっているため深刻な問題になっている。いわき市も、土地転用を積極的に進めているが解決には至っていない。

## 経済

### 主な産業
高度経済成長期が到来する前は、常磐炭砿など常磐炭田の石炭産業を中心に小名浜港の漁業、林業、農業といった第一次産業で発展した。
常磐炭砿閉山後、大規模合併を期に工業化を図る。湯本地区の温泉やリゾート施設、海岸部の灯台・水族館あるいは海水浴・サーフィンを中心とした観光、市立美術館、勿来の関をはじめとする文教面での観光資源なども存在する。
- 労働統計（2020年）
  - 就業人口：155,764人
  - 総生産：8,853億円

### 特産物
- 苺 - 「ふくはる香」と「とちおとめ」など年間1億円以上を出荷している[47]。
- 魚介類 - 親潮と黒潮のぶつかる常磐沖は好漁場として知られ、春はシラウオ、夏はスズキやカツオ、秋はヒラメやサンマ、冬はアンコウやメヒカリなどが水揚げされ、「常磐もの」として珍重される[48]。
  - メヒカリは市の魚に指定されている。
  - ウニの貝焼き[49]
  - かまぼこ - 日本食品経済社発行の2007年版「蒲鉾年鑑」において、福島県の包装かまぼこ生産量が7,817トンで日本一であると記述されている。いわき市は県内でも水産加工会社が集中していることから、日本有数のかまぼこ産地であると捉えることができる[50]。

### いわき市に本社を置く企業
- いわき市民コミュニティ放送 （ラジオ放送局）
- いわきスポーツクラブ（サッカークラブの運営）
- いわき大王製紙（古紙再生）
- いわき民報（地方紙）
- 常磐興産（レジャーリゾートスパリゾート・ハワイアンズ、燃料事業、不動産）
- 常磐開発（建設事業、不動産事業）
- 新常磐交通（バス運営）
- スタジオダブ（アニメーション制作）
- タンガロイ（切削工具の製造販売）
- ハニーズ（婦人衣料品販売）
- 花見台自動車（セフテーローダ・トレーラー製造販売）
- 浜通り交通 (貸切バス事業)
- 福浜大一建設（総合建設業）
- マルト（チェーンストア）
- ミツエイ（各種石鹸・洗剤・洗濯仕上剤の製造販売）
- 夕月（かまぼこの製造）

### 製造業

#### いわき市に工場・拠点を置く主な企業
- あすか製薬（いわき工場。小名浜臨海工業団地）
- 荒川化学工業（小名浜工場）
- アルプスアルパイン（いわき事業所、小名浜工場、平工場）
- エステー（福島工場）
- FDK（いわき工場）
- オカモト（福島工場）
- 小名浜製錬（小名浜事業所）
- オルガノ（いわき工場）
- クリナップ（四倉工場、湯本工場、鹿島工場、鹿島システム工場）※クリナップ創業者の井上登は、いわき市出身。
- クレハ（生産本部いわき事業所）※2005年（平成17年）9月30日まで、呉羽化学工業錦工場。2005年（平成17年）10月1日から、現社名に。2007年（平成19年）3月31日まで、クレハいわき工場。
- 堺化学工業 (小名浜事業所、大剣工場、湯本工場、松原工場)
- 第一三共（プロファーマ）（小名浜工場）
- 東邦亜鉛（小名浜製錬所）
- ニチハ（いわき工場。小名浜臨海工業団地）
- 日産自動車いわき工場（小名浜臨海工業団地）
- 三菱ケミカル（小名浜工場）
- 日本製紙（勿来工場）
- 古河電池（いわき事業所）
- 三菱マテリアル（いわき製作所）
- マツダ（東北地区の物流拠点）
- メルク（小名浜工場）
- 有機合成薬品工業（常磐工場。常磐西郷町）

### 商業施設
- S-PALいわき
- ラトブ - 複合施設ビル
- Paix Paix（ペッペ）
- まちポレいわき - 映画館。
- いわきエブリア
- タウンモールリスポ - 2018年1月15日閉店
- いわきFCパーク
- イオンモールいわき小名浜
  - ポレポレシネマズいわき小名浜 - 映画館。

### 金融機関
- みずほ銀行 1支店
- 七十七銀行 2支店
- 秋田銀行 1支店
- 常陽銀行 4支店
- 東邦銀行 10支店2出張所
- 大東銀行 6支店
- 福島銀行 8支店
- ゆうちょ銀行 1出張所
- 日本政策金融公庫 1支店（「国民生活事業」取扱店舗）
- いわき信用組合 20本支店
- ひまわり信用金庫 17本支店
- あぶくま信用金庫 2支店
- 相双五城信用組合 1支店
- 東北労働金庫 3支店
- 福島さくら農業協同組合 23支店

### 郵便
集配郵便局
- いわき郵便局(いわき郵便区)
- 勿来郵便局(勿来郵便区)
- 小川郵便局(小川郵便区)
- 小名浜郵便局(小名浜郵便区)

- 植田郵便局(植田郵便区)
- 上遠野郵便局(上遠野郵便区)
- 三阪郵便局(三坂郵便区)
- 四倉郵便局(四倉郵便区)

普通郵便局
- いわき郵便区　26局
- 勿来郵便区　3局
- 小川郵便区　3局
- 小名浜郵便区　8局

- 植田郵便区　3局
- 上遠野郵便区　1局
- 三阪郵便区　1局
- 四倉郵便区　3局

簡易郵便局
下記記載以外の郵便区には簡易郵便局の設置なし。
- いわき郵便区　13局
- 小川郵便区　1局
- 小名浜郵便区　2局
- 植田郵便区　3局
- 四倉郵便区　2局

### 水産業
- 漁獲高 75,628t - 沿海で獲れる魚は「常磐物」と呼ばれ、特にメヒカリ、ウニの貝焼きを特産とする。

### 輸出入
小名浜港（2023年）
- 総貨物量 15,026,206t
- 輸出 1,038,075t
- 輸入 8,110,062t

## 人口
| |                                          |  |
| いわき市と全国の年齢別人口分布（2005年） | いわき市の年齢・男女別人口分布（2005年） |  |
| ■紫色 ― いわき市 ■緑色 ― 日本全国 | ■青色 ― 男性 ■赤色 ― 女性                |  |
| いわき市（に相当する地域）の人口の推移 \| 1970年（昭和45年） \| 327,164人 \| \| \| 1975年（昭和50年） \| 330,213人 \| \| \| 1980年（昭和55年） \| 342,074人 \| \| \| 1985年（昭和60年） \| 350,569人 \| \| \| 1990年（平成2年） \| 355,812人 \| \| \| 1995年（平成7年） \| 360,598人 \| \| \| 2000年（平成12年） \| 360,138人 \| \| \| 2005年（平成17年） \| 354,492人 \| \| \| 2010年（平成22年） \| 342,249人 \| \| \| 2015年（平成27年） \| 350,237人 \| \| \| 2020年（令和2年） \| 332,931人 \| \| |                                          |  |
| 総務省統計局 国勢調査より |                                          |  |
| 1970年（昭和45年） | 327,164人                                |  |
| 1975年（昭和50年） | 330,213人                                |  |
| 1980年（昭和55年） | 342,074人                                |  |
| 1985年（昭和60年） | 350,569人                                |  |
| 1990年（平成2年） | 355,812人                                |  |
| 1995年（平成7年） | 360,598人                                |  |
| 2000年（平成12年） | 360,138人                                |  |
| 2005年（平成17年） | 354,492人                                |  |
| 2010年（平成22年） | 342,249人                                |  |
| 2015年（平成27年） | 350,237人                                |  |
| 2020年（令和2年） | 332,931人                                |  |

1998年の36万1934人をピークに減少傾向にある。

## 教育

### 大学・短期大学・高等専門学校
- 医療創生大学
- 東日本国際大学
- いわき短期大学
- 福島工業高等専門学校

### 高等学校
公立高等学校
- 福島県立磐城高等学校
- 福島県立磐城桜が丘高等学校
- 福島県立平商業高等学校
- 福島県立平工業高等学校
- 福島県立いわき光洋高等学校
- 福島県立いわき総合高等学校
- 福島県立小名浜高等学校

- 福島県立小名浜海星高等学校
- 福島県立磐城農業高等学校
- 福島県立勿来高等学校
- 福島県立勿来工業高等学校
- 福島県立好間高等学校（2027年度にいわき総合高等学校と併合予定）
- 福島県立四倉高等学校（2028年度に平商業高等学校と併合予定）
- 福島県立いわき湯本高等学校
- 福島県立いわき翠の杜高等学校

この他、2015年時点、福島県立双葉高等学校、福島県立双葉翔陽高等学校、福島県立富岡高等学校が医療創生大学に校舎を間借りしている（いずれも生徒募集は停止中）。
私立高等学校
- いわき秀英高等学校（※中高併設）
- 磐城緑蔭高等学校（※中高併設）
- 東日本国際大学附属昌平高等学校（※中高併設）
- 福島県磐城第一高等学校

### 中学校
市立中学校
- いわき市立平第一中学校
- いわき市立平第二中学校
- いわき市立平第三中学校
- いわき市立藤間中学校
- いわき市立豊間中学校
- いわき市立草野中学校
- いわき市立赤井中学校
- いわき市立湯本第一中学校
- いわき市立湯本第二中学校
- いわき市立磐崎中学校
- いわき市立湯本第三中学校
- いわき市立小名浜第一中学校
- いわき市立小名浜第二中学校
- いわき市立泉中学校
- いわき市立江名中学校
- いわき市立内郷第一中学校
- いわき市立内郷第二中学校
- いわき市立内郷第三中学校
- いわき市立植田中学校
- いわき市立錦中学校

- いわき市立勿来第一中学校
- いわき市立勿来第二中学校
- いわき市立川部中学校
- いわき市立上遠野中学校
- いわき市立入遠野中学校
- いわき市立四倉中学校
- いわき市立大野中学校
- いわき市立小川中学校
- いわき市立田人中学校
- いわき市立好間中学校
- いわき市立三和中学校
- いわき市立川前中学校
- いわき市立桶売中学校
- いわき市立小白井中学校
- いわき市立久之浜中学校
- いわき市立玉川中学校
- いわき市立中央台北中学校
- いわき市立植田東中学校
- いわき市立中央台南中学校

私立中学校
- いわき秀英中学校（※中高併設）
- 磐城緑蔭中学校（※中高併設）
- 東日本国際大学附属昌平中学校（※中高併設）

### 小学校
公立小学校
- いわき市立平第一小学校
- いわき市立平第二小学校
- いわき市立平第三小学校
- いわき市立平第四小学校
- いわき市立平第五小学校
- いわき市立平第六小学校
- いわき市立夏井小学校
- いわき市立高久小学校
- いわき市立豊間小学校
- いわき市立草野小学校
  - いわき市立草野小学校絹谷分校
- いわき市立赤井小学校
- いわき市立湯本第一小学校
- いわき市立湯本第二小学校
- いわき市立湯本第三小学校
- いわき市立磐崎小学校
- いわき市立長倉小学校
- いわき市立藤原小学校
- いわき市立小名浜第一小学校
- いわき市立小名浜第二小学校
- いわき市立小名浜第三小学校
- いわき市立泉小学校
- いわき市立渡辺小学校
- いわき市立江名小学校
- いわき市立永崎小学校
- いわき市立鹿島小学校
- いわき市立小名浜東小学校
- いわき市立高坂小学校
- いわき市立御厩小学校
- いわき市立内町小学校
- いわき市立宮小学校
- いわき市立白水小学校
- いわき市立綴小学校
- いわき市立高野小学校

- いわき市立植田小学校
- いわき市立菊田小学校
- いわき市立錦小学校
- いわき市立勿来第一小学校
- いわき市立勿来第二小学校
- いわき市立勿来第三小学校
- いわき市立川部小学校
- いわき市立上遠野小学校
- いわき市立入遠野小学校
- いわき市立四倉小学校
- いわき市立大浦小学校
- いわき市立大野第一小学校
- いわき市立大野第二小学校
- いわき市立小川小学校
- いわき市立小玉小学校
- いわき市立田人小学校
- いわき市立好間第一小学校
- いわき市立好間第二小学校
- いわき市立好間第三小学校
- いわき市立好間第四小学校
- いわき市立三和小学校
- いわき市立川前小学校
- いわき市立桶売小学校
- いわき市立小白井小学校
- いわき市立久之浜第一小学校
- いわき市立錦東小学校
- いわき市立久之浜第二小学校
- いわき市立小名浜西小学校
- いわき市立汐見が丘小学校
- いわき市立郷ケ丘小学校
- いわき市立中央台北小学校
- いわき市立中央台南小学校
- いわき市立泉北小学校
- いわき市立中央台東小学校

私立小学校
いわき秀英小学校

### 特別支援学校
- 福島県立平支援学校
- 福島県立いわき支援学校
- 福島県いわき支援学校くぼた校(勿来高校校舎内)
- 福島県立聴覚支援学校平分校

この他、2015年時点、富岡町から福島県立富岡支援学校が仮設校舎を設置して移転している。

### 各種学校
- 常磐音楽舞踊学院　-　スパリゾートハワイアンズのダンサー育成の学校。

## 施設

### スポーツ施設
- 21世紀の森公園
  - いわきグリーンスタジアム

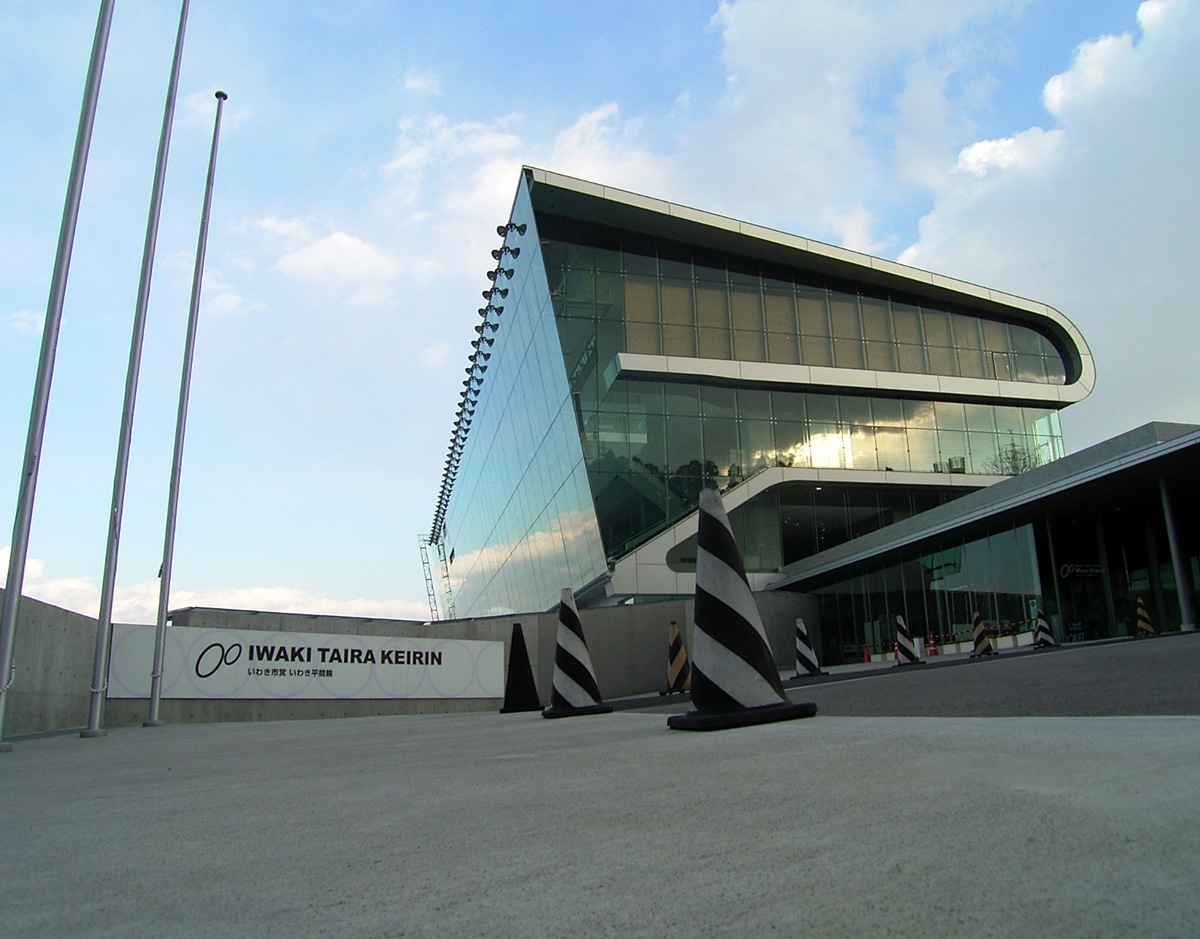
いわき平競輪場

  - いわきグリーンフィールド（サッカー、ラグビー、アメリカンフットボール）
  - いわきグリーンベース（フットサル、テニス）
- いわき市平野球場
- いわき市小名浜野球場
- 上荒川公園
  - いわき陸上競技場
  - いわき市立総合体育館
  - いわき市民プール
  - いわき弓道場
  - 平テニスコート
- いわき平競輪場
- いわき南の森スポーツパーク
  - いわき市南部スタジアム
  - 南部テニス場
  - 南部アリーナ
- いわき市内郷コミュニティーセンター

### 文化ホール・市民会館

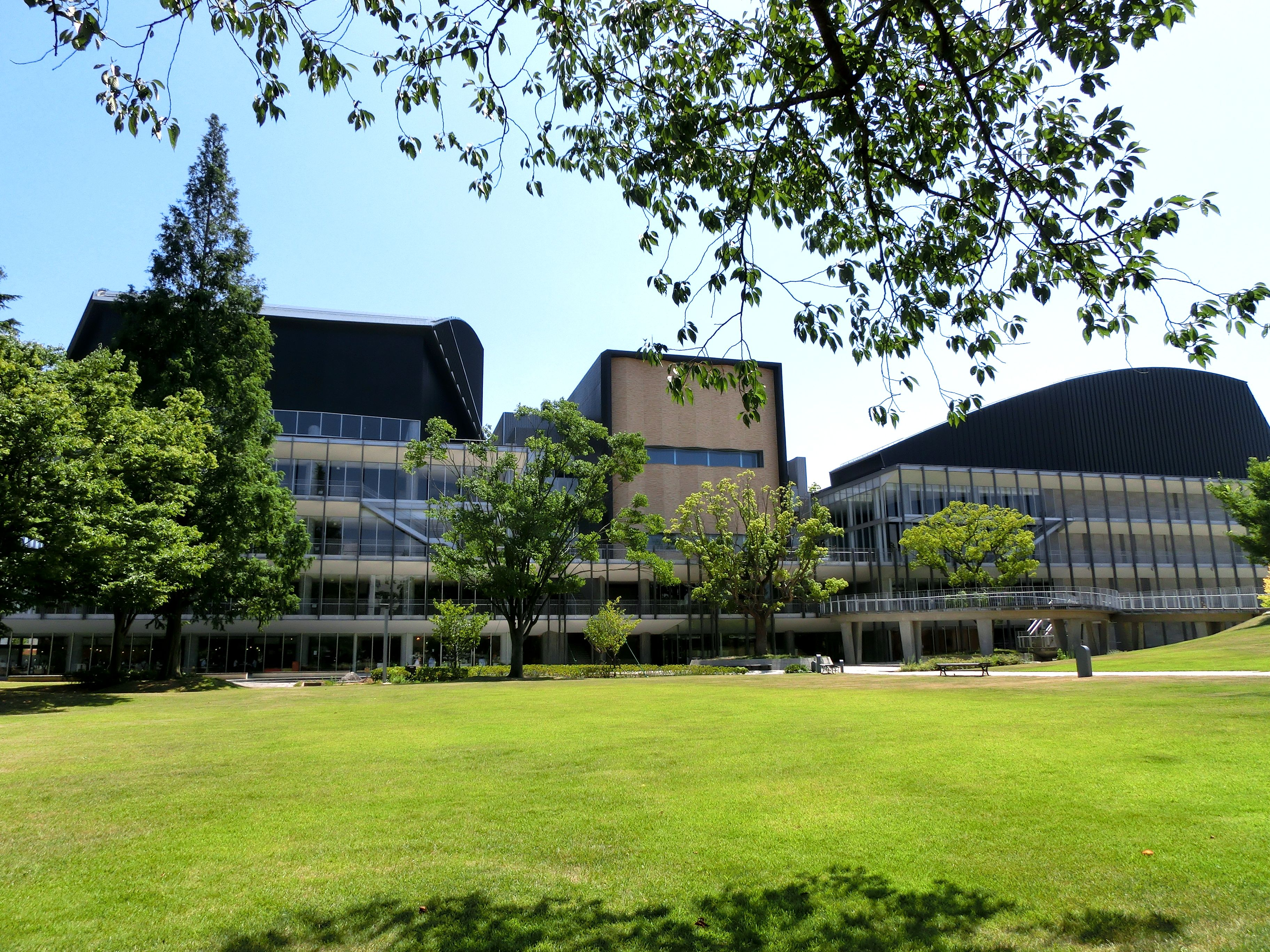
いわき芸術文化交流館アリオス

- いわき芸術文化交流館アリオス（いわきアリオス）
- いわき市小名浜市民会館
- いわき市勿来市民会館
- いわき市常磐市民会館

### 文化施設

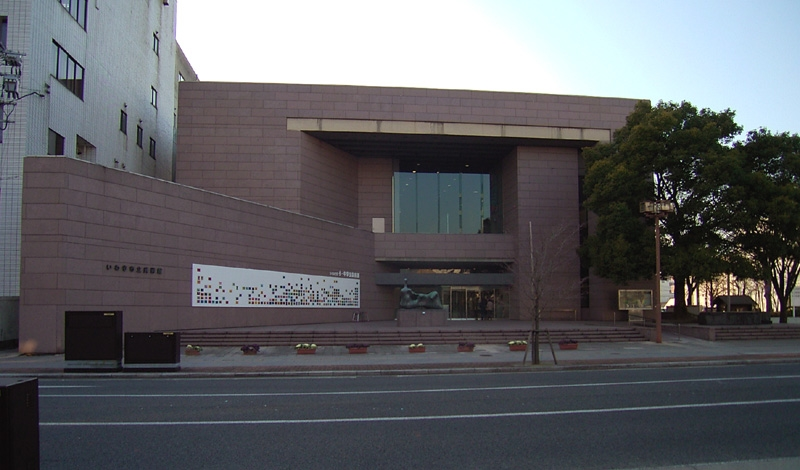
いわき市立美術館

- いわき市文化センター
- いわき市立美術館
- いわき市暮らしの伝承郷
- いわき市考古資料館
- いわき市立草野心平記念文学館
- いわき市立草野心平生家
- いわき芸術文化交流館
- 福島県立いわき公園
- いわき市立総合図書館
- いわき市立小名浜図書館
- いわき市立勿来図書館
- いわき市立常磐図書館
- いわき市立内郷図書館
- いわき市立四倉図書館

### 医療機関
- 国立病院機構いわき病院 - 国立病院
- いわき市医療センター - 市立病院
- 常磐病院 - 旧・いわき市立常磐病院

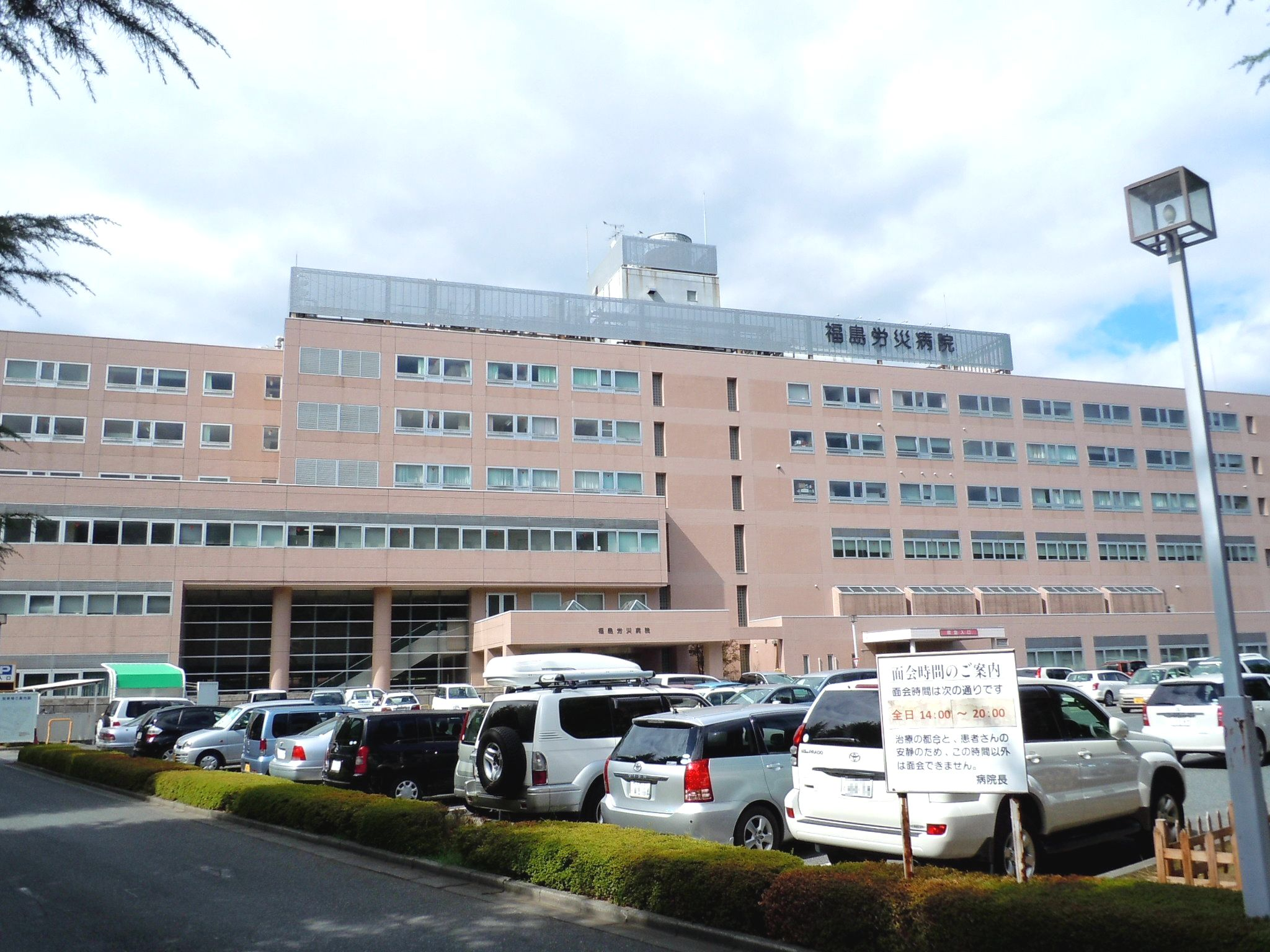
福島労災病院

- 磐城中央病院 - 常磐病院と同じくときわ会グループ
- 福島労災病院 - 常磐炭鉱に由来する病院
- いわき湯本病院 - 同じく炭鉱に由来する病院
- 呉羽総合病院 - 元企業立病院（クレハいわき事業所[51]に隣接）
- 小名浜生協病院 - 医療生協が運営
- かしま病院 - 地域の開業医らが設立

## 交通
いわき市内には、浜通りに沿った南北方向に幹線道路（国道6号、常磐自動車道）と鉄道（常磐線）が通っており、東京から約200km、仙台から約150kmに位置する。常磐道ではいわき中央ICから東京方面の三郷ICまで175.5km（首都高速都心環状線・江戸橋JCTまで約196km）、仙台方面の亘理ICまで124.9km（仙台南部道路・長町ICまで約146km）である。常磐線では営業キロでいわき駅から東京駅まで215.2km、仙台駅まで151.3kmである。同線は四ツ倉駅以南（水戸・東京方面）で複線（または複々線）化されている一方、同駅以北（相馬・仙台方面）は一部を除き複線化されていない。2015年の上野東京ライン開業により、東京駅より乗換不要でアクセスできるようになった。
ほかにも、中通りとの間に道路では国道49号と磐越自動車道、鉄道では磐越東線が通っており、郡山から約70kmに位置する。県庁所在地である福島市の福島県庁からは約120kmで、福島空港からは約1時間となっている。

### 空路
いわき市内と空港を結ぶリムジンバスや空港シャトルバスの設定はない。
- 福島空港
約70km離れた福島県須賀川市に位置している。磐越自動車道やあぶくま高原道路などで約60分でアクセス可能。
- 茨城空港
約100km離れた茨城県小美玉市に位置している。常磐自動車道で約90分でアクセス可能。
- 成田空港
圏央道の茨城・千葉区間開通に伴い、2時間 - 2時間半でアクセス可能。

### 鉄道

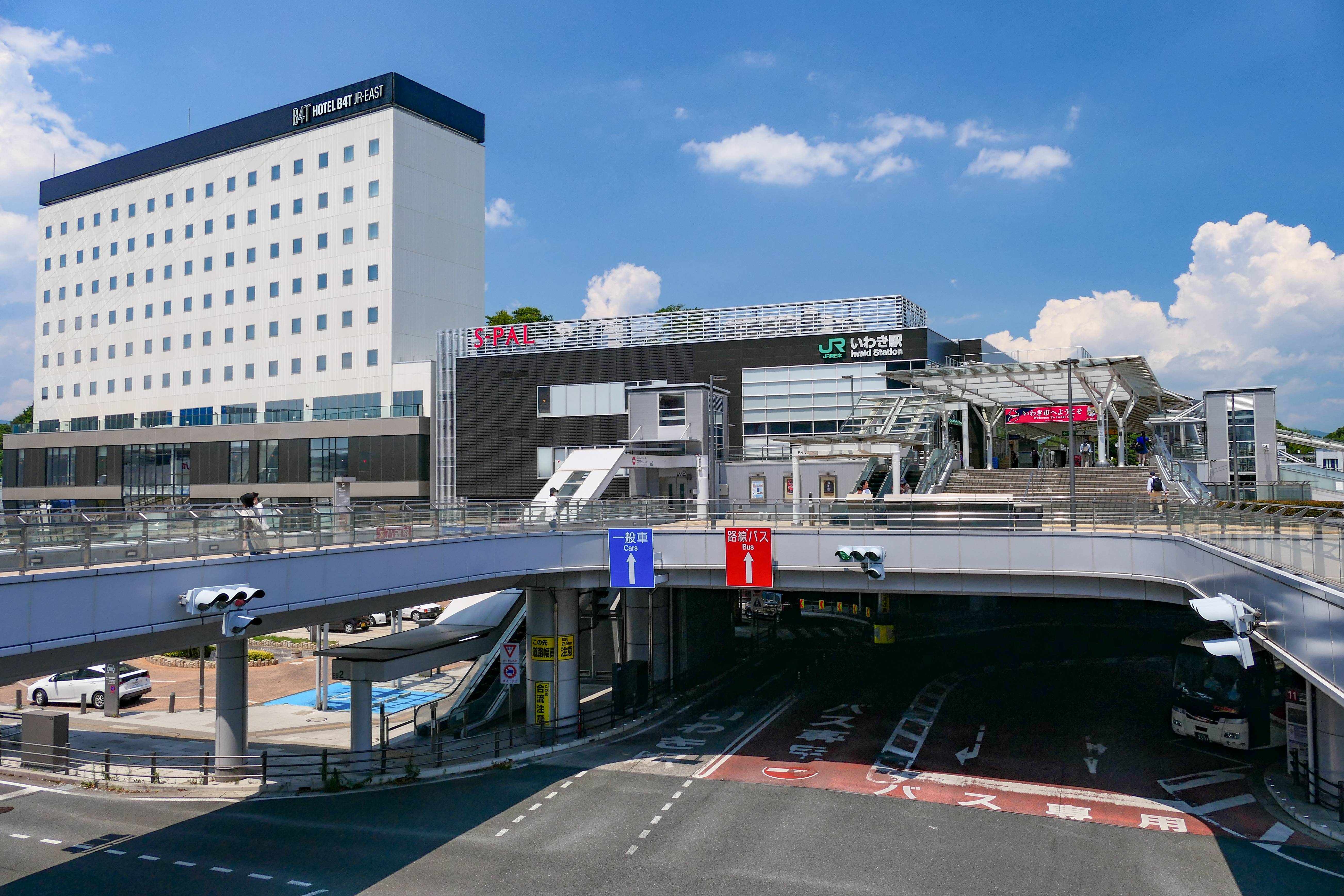
いわき駅

いわき駅（1994年までは平駅）を中心に南北・西方向に路線が存在する。旅客輸送については、東日本旅客鉄道（JR東日本）が担い、私鉄は存在しない。以前は福島臨海鉄道が臨時に旅客取扱を行ったが、現在は貨物取扱のみになり行っていない。各線の詳細はそれぞれの路線の項目を参照。

#### 東日本旅客鉄道（JR東日本）
- ■常磐線 （ - 勿来駅 - 植田駅 - 泉駅 - 湯本駅 - 内郷駅 - いわき駅 - 草野駅 - 四ツ倉駅 - 久ノ浜駅 - 末続駅 - ）
特急列車がいわき駅・湯本駅・泉駅に停車するほか、一部列車が勿来駅に停車する。いわき駅基準で東京駅まで最速2時間7分で結ぶ。2020年3月の常磐線富岡駅 - 浪江駅間の全線復旧に伴い、いわき駅以北にも1日3本の特急「ひたち」が乗り入れ、乗り換え不要で再び原ノ町駅・相馬駅・仙台駅へのアクセスが可能になった。
また、普通列車はいわき駅を境にほとんどの列車が南北で運転系統が分かれている。南行きは水戸駅・土浦駅まで、北行きは原ノ町駅まで乗り入れる。
- ■磐越東線（いわき駅 - 赤井駅 - 小川郷駅 - 江田駅 - 川前駅 - ）
郡山市との都市間輸送と、小川地域との通勤・通学輸送という2つの性格を併せ持つ路線である。なお、5時間ほど運転されない時間帯があり、都市間輸送としては高速バスに頼っている部分がある。

#### 福島臨海鉄道
- ■福島臨海鉄道本線（貨物線）（ 泉駅 - 小名浜駅）
信越本線安中駅発着の亜鉛鉱石を輸送する貨物列車（通称：安中貨物）の運送が中心である。

### バス

#### 一般路線バス
- 新常磐交通（旧 常磐交通自動車）

#### 高速バス
- 新常磐交通 - 東京駅、福島駅/福島競馬場、会津若松駅/鶴ヶ城・合同庁舎前、郡山駅、福島空港、仙台駅、東京ディズニーランド・東京ディズニーシー行きを運行
- ジェイアールバス関東 - 東京駅行き、バスタ新宿（新宿駅）を運行
- 東武バスセントラル - 東京駅行きを運行
- 福島交通 - 福島駅・会津若松駅・郡山駅行きを運行
- 会津乗合自動車（会津バス） - 会津若松駅行きを運行
- ジェイアールバス東北 - 仙台駅行きを運行していた

### 道路
常磐自動車道および常磐バイパスが南北に貫き、分散する市街地を相互に連絡している。また、磐越自動車道や国道49号線も主要な道路網の一つである。
このほか、常磐自動車道と小名浜港を結ぶ小名浜道路（地域高規格道路）が整備された。

#### 高速道路
- E6 常磐自動車道 （三郷方面 - いわき勿来IC・いわき勿来BS - いわき小名浜IC - いわき湯本IC・いわき湯本BS - 湯ノ岳PA - いわきJCT - いわき中央IC・いわき中央BS - 四倉PA - いわき四倉IC - 仙台方面）
三郷起点でいわき勿来ICは154.5 km、いわき中央ICは175.5 kmと1時間半強 - 2時間弱でアクセス可能。
- E49 磐越自動車道 （いわきJCT - いわき三和IC - 差塩PA - 郡山方面）
郡山東ICまでいわきJCT基準で61.9 kmと50分程度でアクセスが可能である。

#### 一般国道

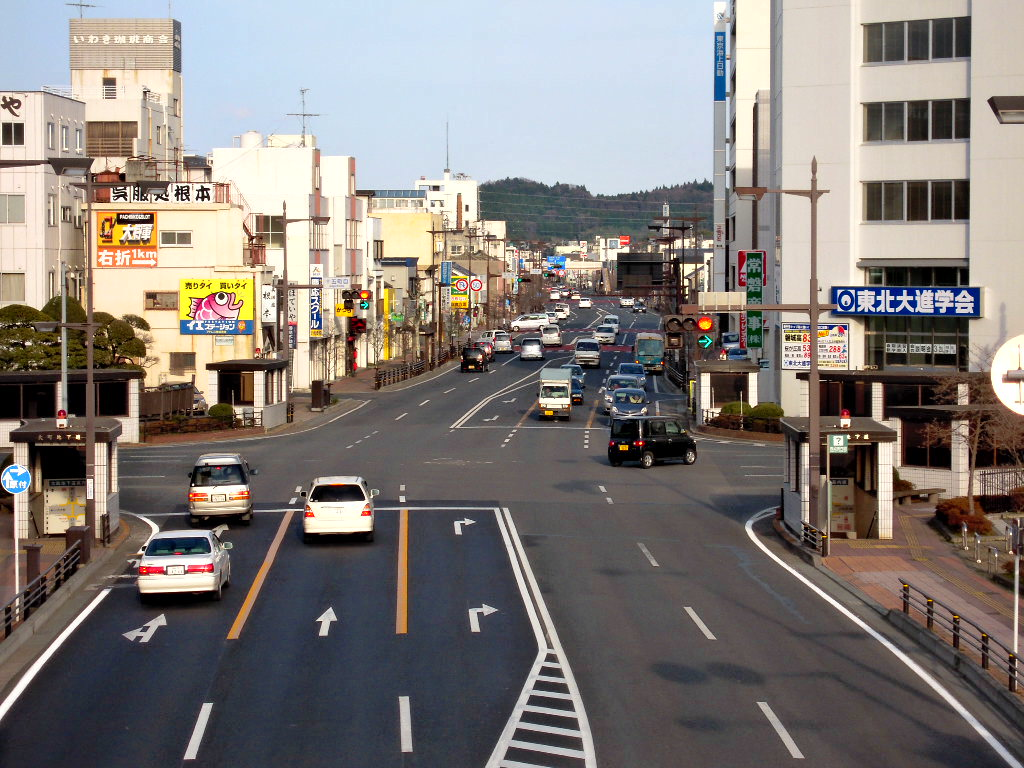
十五町目交差点。上下に走っているのが旧国道6号。

- 国道6号 （日立・水戸・土浦・東京方面 - 高萩 - 北茨城 - 勿来 - 小名浜 - 平 - 四倉 - 久之浜 - 広野 - 楢葉 - 富岡・浪江・南相馬・仙台方面）
  - 常磐バイパス
  - 久ノ浜バイパス
- 国道49号 （平 - 好間 - 三和 - 平田 - 郡山 - 猪苗代 - 会津若松・新潟方面）
  - 平バイパス
- 国道289号 （勿来 - 田人 - 鮫川 - 塙 - 棚倉・白河方面）
- 国道349号 （水戸方面 - 鮫川 - 古殿 - 三和 - 小野 - 船引 - 伊達・丸森方面）
- 国道399号 （平 - 小川 - 川内 - 都路 - 浪江・伊達・福島・南陽方面）

#### 主要地方道
- 福島県道10号日立いわき線
- 福島県道14号いわき石川線
- 福島県道15号小名浜四倉線
- 福島県道20号いわき上三坂小野線
- 福島県道26号小名浜平線
- 福島県道35号いわき浪江線
- 福島県道36号小野富岡線
- 福島県道41号小野四倉線
- 福島県道48号江名常磐線
- 福島県道56号常磐勿来線
- 福島県道66号小名浜小野線
- 福島県道71号勿来浅川線

#### 道の駅
- 道の駅よつくら港

### 港湾
- 小名浜港（重要港湾）
  - いわき小名浜みなとオアシス（海の駅）
    - いわきサンマリーナ - 小名浜港の南端に位置するヨットハーバー[52]。
- 中之作港
- 江名港
- 久之浜港
- 四倉漁港
- 勿来漁港
- 豊間漁港
- 沼之内港
- 渚港
- 小浜漁港

## 放送
- テレビ東京を含む関東広域圏の民間放送テレビ5局、NHK水戸放送局の県域テレビ放送がスピルオーバーによりデジタルで直接受信可能である。なお、チバテレビはノイズが出るものの、地区によっては受信ができる場合がある。（テレビ東京デジタル放送放送休止時のみ。）

## 観光
観光都市として脱皮する事にも成功している。いわき市は、東北地方でありながら一年中、比較的に温暖な気候を活かし日本のハワイとして観光イメージアップを図り、東北地方で最も集客力のあるリゾート施設スパリゾートハワイアンズで成功を収める。そのほかにアクアマリンふくしま、いわき湯本温泉など多彩な観光資源を持っており、2013年度（平成25年度）の市内観光交流人口は、福島県内第1位の年間約788万人となっている。

### 観光地
平地区
- 塩屋埼灯台 - 日本の灯台50選の1つ - 美空ひばり遺影碑・みだれ髪歌碑・永遠のひばり像（少女時代の美空ひばり像）
- いわき平競輪場
- フラワーセンター
- 松ヶ岡公園
- 沼之内弁財天（賢沼寺）（大ウナギ生息池）
- 閼伽井嶽薬師常福寺
- 専称寺
- 大國魂神社
- 子鍬倉神社
- 飯野八幡宮（社殿7棟が国の重要文化財）・飯野文庫（重要文化財「飯野家文書」を保管）
- いわき市立美術館
- いわき市暮らしの伝承郷
- 龍が城美術館
- 新舞子ビーチ
- 薄磯海水浴場
- 豊間海水浴場
- 合磯海水浴場

小名浜地区
- いわき小名浜みなとオアシス
  - いわきサンマリーナ
  - アクアマリンパーク
    - アクアマリンふくしま（小名浜の海洋科学館）
    - いわき・ら・ら・ミュウ（市観光物産センター）
    - 小名浜美食ホテル
    - 小名浜潮目交流館
    - いわきサンマリーナ
- 三崎公園
  - いわきマリンタワー
- 住吉神社
- 永崎海水浴場
- 神白温泉

勿来地区
- 勿来関跡
  - 勿来の関公園体験学習施設 吹風殿
  - いわき市勿来関文学歴史館
- 小浜海水浴場
- 勿来海水浴場
- ヘレナ国際ホテル
- 高蔵寺
- 勿来火力公園(河津桜)

常磐地区
- いわき湯本温泉
- スパリゾート・ハワイアンズ[54]（旧称：常磐ハワイアンセンター）
- 競走馬リハビリテーションセンター（通称「馬の温泉」）
- いわき市石炭・化石館
- いわき市考古資料館
- 野口雨情記念湯本温泉童謡館
- 三函山勝行院（成田山）
- 温泉神社
- 金刀比羅神社
- 観音山公園

内郷地区
- みろく沢炭鉱資料館
- 白水阿弥陀堂（国宝）

四倉地区
- 逢瀬の滝
- 四倉海水浴場
- 太平洋健康センターいわき蟹洗温泉
- 玉山鉱泉
- 白岩鉱泉
- 仁井田浦キャンプ場（東日本大震災後未整備）

遠野地区
- いわき市遠野オートキャンプ場
- 入遠野川ヤナ場
- 鮫川渓谷
- 入川渓谷
- 天王川トロン温泉
- 円通寺
- 徳一大師御入定所

小川地区
- いわき市立草野心平記念文学館
- 草野心平生家
- 背戸峨廊（夏井川渓谷県立自然公園）
- 小玉ダムキャンプ場

好間地区
- 好間川溪谷

三和地区
- 三和ふれあい館
- 三和町ふれあい市場
- 水石山公園

田人地区
- 四時川渓谷里山（遊歩百選）

川前地区
- いわきの里鬼ケ城
- 鹿又川渓谷

久之浜・大久地区
- いわき市海竜の里センター
- いわき市アンモナイトセンター
- いわき市海浜自然の家
- 波立薬師
- 久之浜海水浴場
- 波立海水浴場

### 史跡など
- 中田横穴（国の史跡）
- 甲塚古墳（国の史跡）
- 根岸官衙遺跡群（国の史跡）
- 大館城
- 磐城平城
- 泉陣屋
- 小名浜代官所
- 湯長谷館跡
- 窪田館
- 差塩三十三観音
- いわき七福神
- 二見ヶ浦
- 天狗の重ね岩
- 沢尻の大ヒノキ（サワラ）（国の天然記念物）
- 照島ウ生息地（国の天然記念物）
- 中釜戸のシダレモミジ（国の天然記念物）

### 祭り・郷土芸能

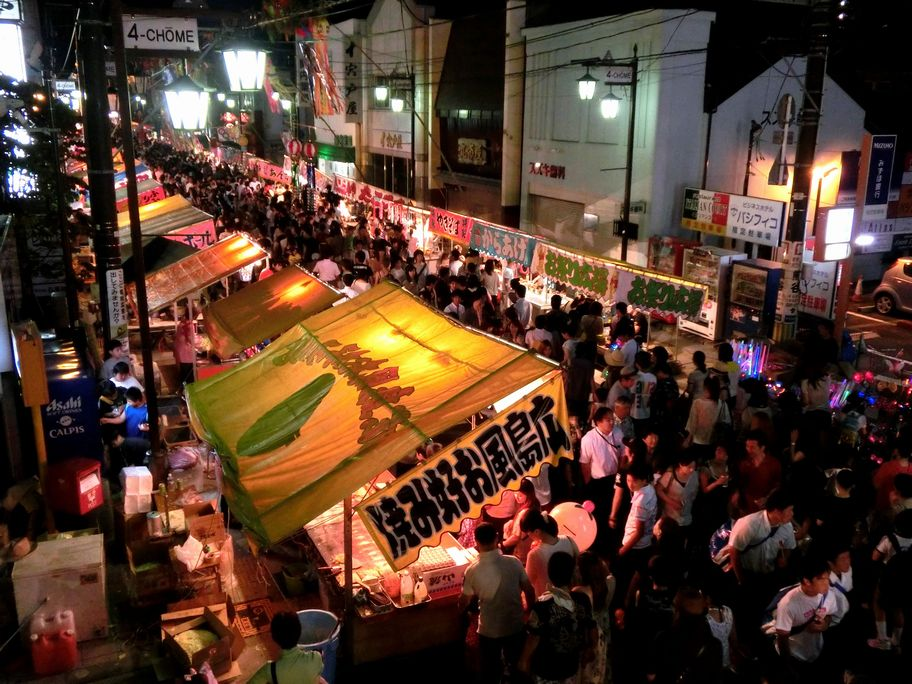
いわき七夕まつり

- いわき七夕まつり（旧・平七夕まつり）・いわきおどり
- いわき花火大会・いわきおどり小名浜大会
- なこそ夏まつり（なこそ鮫川花火大会・いわきおどり勿来大会）
- 四倉ねぶたといわきおどりの夕べ（いわきおどり四倉大会）
- 夏井川流灯花火大会
- じゃんがら念仏踊り
- いわき回転櫓盆踊り大会
- 御宝殿の稚児田楽・風流（熊野神社） - 国の重要無形民俗文化財に指定。
- 沼ノ内の水祝儀
- 第一回天狗祭[55]

## スポーツチーム

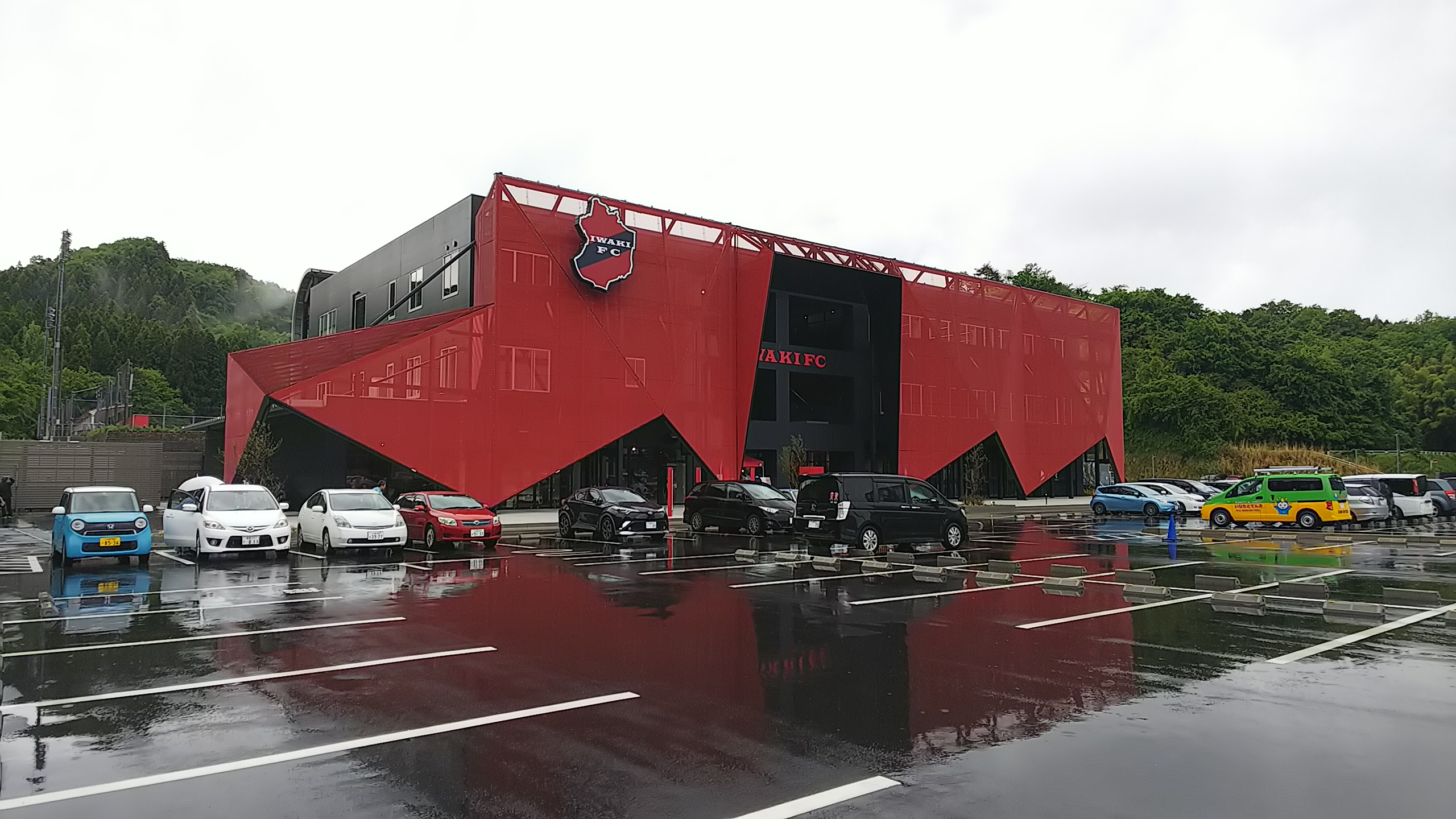
いわきFC

### サッカー
現在の序列は以下の通りになっている。
- いわきFC - 日本プロサッカーリーグ（Jリーグ）
- いわき古河FC - 東北社会人サッカーリーグ
- クレハサッカー部 - 福島県社会人サッカーリーグ
- いわき市役所サッカー部 - 同上

## いわき市が登場する作品
文学
- 千載和歌集（源義家 「吹く風を なこその関と 思へども 道も背に散る 山桜かな」） - 勿来の関の歌は、他に紀貫之、小野小町、和泉式部、源師賢、斎藤茂吉が詠む。
- 大菩薩峠（勿来の巻）

映画
- 浮草日記（1957年）
- 喜びも悲しみも幾歳月（1957年）
- トラック野郎・一番星北へ帰る（1978年） - 常磐ハワイアンセンター、小名浜港
- ロケーション（1984年）
- ビー・バップ・ハイスクール 高校与太郎哀歌（1986年） - 照島ランド
- 遊びの時間は終らない（1991年） - 防犯訓練での強盗役警官の騒動劇、いわき市平
- 釣りバカ日誌8（1996年） - 平地区、久之浜地区、小川地区
- KEEP ON ROCKIN'（2003年）
- 容疑者 室井慎次（2005年） - 平地区、豊間地区、勿来地区
- フラガール（2006年） - 常磐湯本地区、勿来地区、四倉地区
- 親父（2006年） - 勿来地区
- 僕の彼女はサイボーグ（2008年） - 好間地区
- BOX 袴田事件 命とは（2010年） - 常磐地区
- 星守る犬（2011年） - 永崎海岸
- 超高速!参勤交代（2014年）
- 超高速!参勤交代 リターンズ（2016年）
- 彼女の人生は間違いじゃない（2017年）
- 薄暮（2019年）

テレビ番組
- 超人バロム1（1972年）第24話・第25話 - 照島ランド
- 七人の刑事 第6話「パニック イン 警視庁」（1978年） - 内郷駅、高坂
- 太陽にほえろ!（1980年） - 第399話「廃墟の決闘」 - 常磐炭鉱廃屋、湯本にて
- たんけんぼくのまち（1988年） - 小名浜地区
- さすらい刑事旅情編（1992年） - 常磐線湯本駅、スパリゾートハワイアンズ
- ビーファイターカブト（1996年、テレビ朝日）
  - 第19話 「夏の彼女は人魚姫?!」- スパリゾートハワイアンズ
  - 第20話 「河童訪ねて三千里!!」- いわき市石炭化石館
- 渡る世間は鬼ばかり - あかりの夫がいわき市に実家があるという設定のため、実際に平赤井地区でロケが行われた。
- フラガールと犬のチョコ（2015年、テレビ東京） - スパリゾートハワイアンズ
- 俺の家の話（2021年、TBS）第6話「最低で最高の家族旅行!! 涙の記念写真!!」 - スパリゾートハワイアンズ
- さすらい署長風間昭平スペシャル「塩屋岬いわき殺人事件」（2022年、テレビ東京）

アニメ
- 古代王者 恐竜キング Dキッズ・アドベンチャー
- フライングベイビーズ（2019年）
- フラ・フラダンス（2021年）

楽曲'
- みだれ髪 (美空ひばりの曲) - 塩屋崎が舞台。
- 小名浜（鬼） - PVも小名浜で撮影。

## 出身人物

### 岩城氏
- 岩城隆忠（戦国大名、岩城氏9代、白土氏、中興祖）
- 岩城親隆 (下総守)（戦国大名、岩城氏10代）
- 岩城常隆 (下総守)（戦国大名、岩城氏11代）
- 岩城盛隆（戦国大名、岩城氏12代）
- 岩城由隆（戦国大名、岩城氏13代）
- 岩城成隆（戦国大名、岩城氏14代）
- 岩城重隆 (戦国武将)（戦国大名、岩城氏15代）
- 岩城常隆（戦国大名、岩城氏17代）

### 政官界
- 青沼鋒太郎（元平市長）
- 赤津庄兵衛（元勿来市長）
- 猪瀬乙彦（海軍大佐、元平市長）
- 岩城光英（元いわき市長、元法務大臣、元参議院議員）
- 木村守江（元福島県知事、医師）
- 鯨岡兵輔（元環境庁長官、衆議院議員）
- 齋藤裕喜（衆議院議員）
- 坂本剛二（衆議院議員）
- 佐川宣寿（元国税庁長官）
- 菅波茂（衆議院議員、医師）
- 鈴木辰三郎（元平市長、元衆議院議員）
- 鈴木喜政（元内郷市長、元福島県議会議員、歯科医師）
- 染谷絹代（静岡県島田市長）
- 高田富與（元札幌市長）
- 高木武雄（海軍大将）
- 立花秀吉（元磐城市長）
- 古川伝一（元勿来市長）
- 森まさこ（元法務大臣、参議院議員、弁護士）
- 諸橋久太郎（3代目、元平市長、元貴族院議員、実業家）
- 吉田泉（元衆議院議員）
- 吉野正芳（元復興大臣、衆議院議員）

### 財界
- 石山一弘（東北電力副社長）
- 国府田敬三郎（アメリカ合衆国の篤農家）
- 佐藤安太（タカラ「現・タカラトミー」創業者）
- 田中孝雄（三井E&Sホールディングス社長）
- 新妻一彦（昭和産業社長）
- 芳賀文子（所ジョージ個人事務所「ティヴィ・クラブ」社長、所ジョージ夫人）
- 星一（星製薬創業者、星薬科大学創立者）
- 蛭田史郎（旭化成社長、オリンパス議長）
- 諸橋廷蔵（ゼビオ創業者）
- 矢内廣（ぴあ創業者、代表取締役社長）

### 学界
- 開沼博（社会学者）
- 鴨良弼（法学者）
- 北条常久（日本文学研究者）
- 櫛田民蔵（経済学者）
- 齋藤哲一郎（医学者、千葉大学副学長）
- 鷺只雄（日本文学研究者）
- 下遠野邦忠（生物学者）
- 鈴木直（古生物学者、フタバスズキリュウ発見者）
- 高木友枝（衛生学者、台北帝国大学校長）
- 田子勝彌（動物学者）
- 長井純市（歴史学者）
- 新妻実保子（ロボット研究者）
- 長谷川史彦（化学者）[56]
- 原坦山（仏教学者、曹洞宗大学林総監、平村出身）
- 福迫昌之（経済学者、東日本国際大学教授）
- 古田孝之（数学者）
- 鷲嶽正道（言語学者、愛知学院大学教授）
- 渡邉則芳（法学者、国士舘大学名誉教授、弁護士）
- 藁谷友紀（経済学者、早稲田大学教授）

### 文化・芸術・宗教
- 一ノ関佑子（声楽家）
- 牛田智大（ピアニスト）
- 笠木泉（俳優・劇作家・演出家）
- 金田石城（画家・書家）
- かみやたかひろ（漫画家）
- 河林満（作家）
- 草野心平（詩人、旧上小川村出身）
- halno（鯨岡遥乃、写真家・インスタグラマー）
- 黒金寛行（トロンボーン奏者）
- 清野かほり（小説家）
- 小林研一郎（指揮者）
- 佐藤武光（映画監督）
- 真田彩子（女流棋士）
- しろー大野（漫画家）
- 鈴木清（写真家）
- 相馬亮（画家・尚絅学院大学准教授）
- 袋中（浄土宗僧侶、旧西郷村出身）
- 那須真知子（脚本家）
- 額賀誠志（本名：額賀誠）（作詞家・内科医、旧四倉町出身）[57]
- 根本直人（吹奏楽指導者、高校教諭）
- 野部優美（漫画家）
- 箱崎文応（天台宗千日回峰行者、旧小名浜町出身）
- 半谷三郎（詩人）
- 蛭田達也（漫画家）
- 蛭田充（漫画家）
- 村西とおる（ビデオ映画監督）
- 山口太一（漫画家）
- 祐天（浄土宗増上寺法主、旧上仁井田村出身）
- 吉野せい（文筆家、旧小名浜町出身）
- 若松光一郎（画家）
- 渡辺文樹（映画監督）

### スポーツ・武道

#### 野球
- 内田靖人（元プロ野球選手、東北楽天ゴールデンイーグルス所属）
- 江川卓（元プロ野球選手）
- 小野正一（元プロ野球選手）
- 小松聖（元プロ野球選手、オリックス・バファローズ）
- 佐藤都志也（プロ野球選手、千葉ロッテマリーンズ所属）
- 志賀正浩（元プロ野球選手）[58]
- 園部佳太 (プロ野球選手、オリックス・バファローズ所属)
- 草野陽斗 (プロ野球選手、横浜DeNAベイスターズ所属)
- 園部聡（元プロ野球選手、オリックス・バファローズ）
- 古長拓（元プロ野球選手、オリックス・バファローズ所属）
- 渡邉啓太（元プロ野球選手、千葉ロッテマリーンズ）

#### サッカー
- 影山雅永（元サッカー選手、サッカー指導者）
- 加藤徹也 (プロサッカー選手、奈良クラブ所属)
- 草野修治（元プロサッカー選手、仙台大学監督）
- 黒宮渉（プロサッカー選手、福山シティFC所属、元いわきFC所属）
- 鈴木弾（サッカー選手）
- 鈴木玲美（元女子プロサッカー選手）
- 髙萩洋次郎（プロサッカー選手、栃木SC所属。福島県出身として初の日本代表選手）
- 田子亜貴（女子サッカー選手、ASエルフェン狭山所属）
- 千葉玲海菜（女子プロサッカー選手、アイントラハト・フランクフルト所属）
- 松井蓮之 プロサッカー選手、川崎フロンターレ所属
- 吉田知樹（プロサッカー選手、高知ユナイテッドSC所属、元いわきFC所属）
- 渡辺匠（元プロサッカー選手、いわきFCコーチ）

#### オリンピアン
- 大平礼三（バスケットボール選手、1956年メルボルンオリンピック男子日本代表選手）
- 木村岳夫（英語版）（重量挙げ選手、1968年メキシコシティーオリンピック）
- 志賀政司（バスケットボール選手、1964年東京オリンピック男子日本代表選手）
- 田頭弘毅（重量挙げ選手、シドニーオリンピック男子ウエイトリフティング56㎏級日本代表選手、元日本記録保持者、いわき市議会議員）
- 豊島英（車いすバスケットボール選手、2020東京パラリンピック、男子車いすバスケットボール日本代表選手）
- 半谷静香（柔道選手、2016年リオデジャネイロパラリンピック、2012年ロンドンパラリンピック）
- 古山征男（英語版）（重量挙げ選手、1964年東京オリンピック、1960年ローマオリンピック、1956年メルボルンオリンピック）

#### 野球・サッカー以外
- 飯野祐太（競輪選手）
- 磐城利樹（プロレスラー）
- 柏原竜二（元陸上競技選手、東洋大学出身、富士通所属）
- 金成和幸（競輪選手）
- 金古将人（競輪選手）
- Gamma（プロレスラー）
- 鎌田裕也（バスケットボール選手）
- 国井善弥（古武術家、鹿島神流18代宗家）
- 小林浩美（プロゴルファー、日本女子ゴルフ協会会長）
- 酒井美紀[注釈 3]（プロゴルファー）
- 佐藤金兵衛（中国武術家、医学博士）
- スパイダー根本（元プロボクサー）
- 清野輝俊（元ラグビー選手、クボタスピアーズ所属）
- 高木薫（空手家）
- 天心アンリ（女子プロボクサー）
- 時津山仁一（元力士、最高位関脇）
- 早川清太郎（オートレース選手）
- 平ノ石辰治郎（元力士、前頭）
- 細野悟（プロボクサー）
- 山崎芳仁（競輪選手）

### 芸能界

#### アイドル
- アイくるガールズ（いわき市公認ご当地アイドル）
- 菅波美玲 (≠ME)
- 髙萩千夏（アップアップガールズ（2））
- 二宮さくら（グラビアアイドル、タレント）
- 諸橋沙夏（=LOVE）

#### 声優・俳優・モデル
- 飯塚昭三（声優）
- 伊東美咲（女優）
- 神尾佑（俳優）
- 駒木なおみ（グラビアアイドル、女優）
- 小松みゆき（女優）
- 佐河ゆい（ファッションモデル、女優）
- 竹内愛紗（女優）
- 武田玲奈（ファッションモデル、女優）
- 富田望生（女優）
- 永井将貴（俳優、声優）
- ブリドカットセーラ恵美（声優）
- 松井愛莉（ファッションモデル、女優）
- 皆川猿時（俳優）
- 宮下かな子 (女優)
- 安田早紀（ファッションモデル、タレント）

#### ミュージシャン
- 愛川ヒロキ（作曲家・アレンジャー、元remoteベーシスト）
- ASA-CHANG（ASA-CHANG&巡礼）
- OKP-STAR（Aqua Timez、ベーシスト）
- 鬼（ヒップホップMC）
- 加藤秀樹（クレヨン社、作曲家・編曲家・映像作家）
- 金子透（阿呆鳥、ギタリスト）
- 神永大輔（和楽器バンド、華風月、尺八奏者）
- 栞菜智世（歌手、女優）
- 菊池章夫（阿呆鳥、ギタリスト）
- 北郷勇一（阿呆鳥、ベーシスト）
- 木村世治（hurdy gurdy、exZEPPET STORE）
- 霧島昇（歌手）
- 紅晴美（歌手）
- sasakure.UK
- 塩まさる（歌手）
- 富澤タク（ギタリスト、作曲家、音楽プロデューサー、DJ、画家）
- 林千春（歌手、元パンプキン）
- 平山佳代子（アップルパイ）
- 藤井敬之（音速ラインボーカル）
- 柳沼由紀枝（クレヨン社、作詞家・作曲家・ボーカル）

#### お笑い芸人
- あかつ（お笑いタレント・ピン芸人）
- 神田香織（講談師）
- ゴー☆ジャス（お笑いタレント・ピン芸人）
- 平子祐希（アルコ&ピース）

### マスメディア
- 安竜昌弘（編集者、元いわき民報記者）
- 小野紗由利（福島中央テレビアナウンサー）
- 小滝ちひろ（朝日新聞編集委員）
- 小松理虔（ライター・地域活動家）
- 坂部康二（NHKエンタープライズ、映像制作ディレクター、映像制作プロデューサー、テレビプロデューサー）
- 佐久間宣行（テレビプロデューサー、演出家、作家、ラジオパーソナリティー）
- 佐藤玲奈（テレビユー福島アナウンサー）
- 瀬谷佳子（IBC岩手放送記者・元アナウンサー）
- 高野貴裕（元TBSアナウンサー）
- 寺田早輪子（仙台放送アナウンサー）
- 二瓶由美（フリーアナウンサー・ラジオパーソナリティ）
- 芳賀健太郎（NHKアナウンサー）
- 長瀬萌々子（NHKアナウンサー）
- 藤原章生（ジャーナリスト）
- 吉田太一（中京テレビアナウンサー）
- 藁谷麻美（元テレビ大阪アナウンサー）